# Baht
Baht (/bɑːt/; tiếng Thái: บาท, phát âm [bàːt], phát âm bạt, ký hiệu ฿, mã ISO 4217 là THB) là đơn vị tiền tệ của Thái Lan. Đồng baht được chia ra 100 satang (สตางค์, phát âm [sà.tāːŋ]). Ngân hàng Thái Lan là cơ quan chịu trách nhiệm phát hành tiền tệ. SWIFT xếp baht Thái nằm trong danh sách 10 tiền tệ thanh toán phổ biến trên thế giới tính đến tháng 12 năm 2023.
Một baht cũng là một đơn vị đo trọng lượng vàng và thường được sử dụng trong những người làm đồ trang sức và thợ vàng ở Thái Lan. 1 baht = 15,244 g (15,244 g được sử dụng đối với nén hoặc thoi hoặc vàng "thô"; trong trường hợp đồ kim hoàn, 1 hơn 15,16 g).

## Lịch sử
Baht Thai baht cũng giống như pound, có nguồn gốc từ một đơn vị khối lượng truyền thống. Giá trị tiền tệ của nó ban đầu được biểu thị bằng giá trị của bạc có trọng lượng tương ứng (bây giờ được định nghĩa là 15 gam), và có lẽ đã được sử dụng sớm nhất vào thời kỳ Sukhothai dưới hình thức đồng xu hình viên đạn trong tiếng Thái gọi là phot duang. Đây là những miếng bạc đúc nguyên khối có trọng lượng khác nhau tương ứng với một hệ thống đơn vị truyền thống rđược liên kết bằng phân số và bội số đơn giản, một trong số đó là baht. Chúng được liệt kê trong bảng sau:
| Đơn vị (RTGS) | Tiếng Thái | Giá trị liên quan               | Giá trị liên quan với baht | Giá trị liên quan với satang | Ghi chú                                                                                                  |
| ------------- | ---------- | ------------------------------- | -------------------------- | ---------------------------- | --- |
| Bia           | เบี้ย        | 1⁄100 at                        | 1⁄6400                     | 0.015                        | Bia trong tiếng Thái có nghĩa là vỏ sò, vỏ của nó được sử dụng làm phương tiện buôn bán có cùng giá trị. |
| Solot         | โสฬส       | 1⁄16 fueang                     | 1⁄128                      | 0.78                         | Solot nghĩa đen là mười sáu hoặc thứ mười sáu, đề cập đến số lượng phân số liên quan đến một fueang.     |
| At            | อัฐ         | 1⁄8 fueang                      | 1⁄64                       | 1.56                         | Tương tự, at nghĩa đen là tám.                                                                           |
| Siao/Phai     | เสี้ยว/ไพ    | 1⁄4 fueang                      | 1⁄32                       | 3.125                        | Siao nghĩa là phần tư.                                                                                   |
| Sik           | ซีก         | 1⁄2 fueang                      | 1⁄16                       | 6.25                         | Sik nghĩa là nửa.                                                                                        |
| Fueang        | เฟื้อง       | 1⁄8 baht                        | 1⁄8                        | 12.5                         | Đồng bạc hình viên đạn có giá trị nhỏ nhất trên thị trường.                                              |
| Salueng       | สลึง        | 1⁄4 baht (0,25 baht, 25 satang) | 1⁄4                        | 25                           | Phiên bản Thái của chỉ. Nó cũng tương đương với salong của Campuchia, và pya của Miến Điện.              |
| Song salueng  | สองสลึง     | 1⁄2 baht (0,50 baht, 50 satang) | 1⁄2                        | 50                           | |
| Baht          | บาท        |                                 | 1                          | 100                          | Nó cũng tương đương với baat Campuchia, và kyat của Miến Điện. Tên thay thế của nó là tical.             |
| Tamlueng      | ตำลึง       | 4 baht                          | 4                          | 400                          | Phiên bản Thái của tael.                                                                                 |
| Chang         | ชั่ง         | 20 tamlueng                     | 80                         | 8000                         | Phiên bản Thái của catty.                                                                                |
| Hab           | หาบ        | 80 chang                        | 6400                       | 640000                       | |

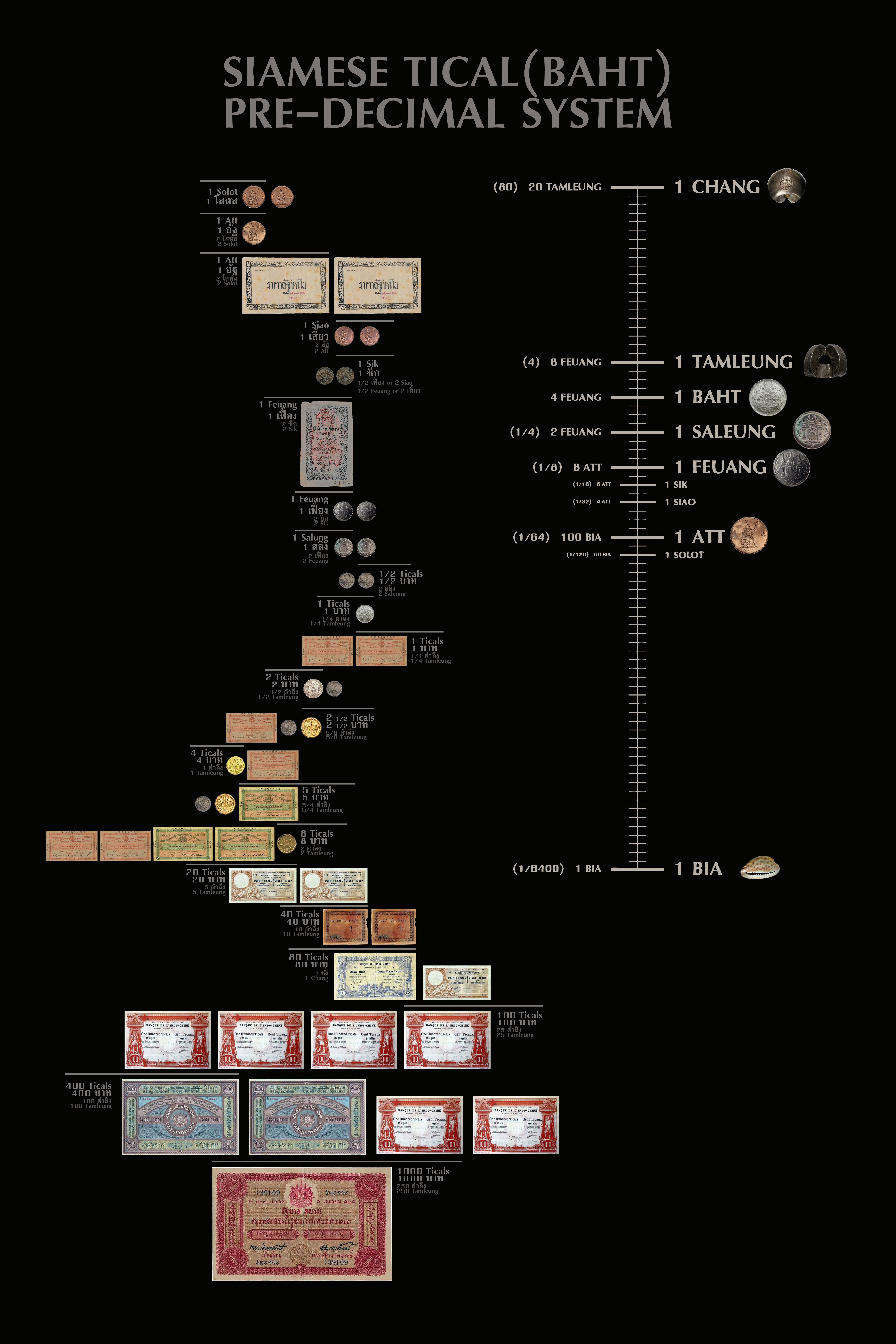
Hệ thống tiền thập phân của Xiêm

Hệ thống đó đã được sử dụng cho đến năm 1897, khi hệ thập phân do hoàng tử Jayanta Mongkol nghĩ ra, với một baht = 100 satang, được giới thiệu bởi người anh cùng cha khác mẹ của Vua Chulalongkorn cùng với việc loại bỏ tiền xu bạc vào ngày 28 tháng 19 năm 1904 sau khi ngừng sản xuất đồng xu bạc bằng việc khai trương Sở đúc tiền Hoàng gia Sitthikarn vào 1857. Tuy nhiên, tiền xu có mệnh giá bằng đơn vị cũ đã được phát hành cho đến năm 1910, và số lượng 25 satang vẫn thường được gọi là salueng, như đồng 25-satang.
Đến ngày 27 tháng 11 năm 1902, baht được cố định bằng bạc nguyên chất, với 15 grams bạc sẽ là một baht. Điều này làm cho giá trị của đồng tiền thay đổi so với các loại tiền tệ theo Bản vị vàng. Từ năm 1856 đến 1864, giá trị của một số đồng bạc nước ngoài đã được luật pháp ấn định, với 5 baht = 3 Đô la Tây Ban Nha = 7 Rupee Ấn Độ. Trước năm 1880 tỉ giá đổi ngoại tệ được cố định với 8 baht sang Bảng Anh, giảm xuống 10 sang bảng Anh trong khoảng thập niên 1880.
Năm 1902, chính phủ bắt đầu tăng giá trị baht bằng cách tăng giá trị của bạc so với vàng nhưng không thể do bạc bị trượt giá. Bắt đầu mức 21,75 baht sang bảng Anh, tỉ giá vẫn tiếp tục tăng cho đến năm 1908, tỷ giá cố định với đồng bảng Anh được thiết lập là 13 baht mỗi bảng. Tỉ giá này được sửa thành 12 baht vào năm 1919, sau một thời gian bất ổn, trở về 11 baht vào năm 1923. Trong suốt Thế chiến II, baht được cố định giá trị một Yên Nhật vào ngày 22 tháng 4 năm 1942.
Từ năm 1956 đến năm 1973, baht với Đô la Mỹ được chốt với tỉ giá 20,8 baht = một Đô la và 20 baht = 1 Đô la cho đến năm 1978.
 Nền kinh tế Mỹ đang mạnh lên khiến Thái Lan phải neo tỷ giá đồng tiền của mình ở mức 25 bath sang một đô la từ năm 1984 đến ngày 2 tháng 7 năm 1997, trong khi quốc gia đang chịu sự ảnh hưởng từ Khủng hoảng tài chính châu Á 1997. Baht thả nổi và giảm một nửa gía trị, đạt tỉ giá thấp nhất 56 baht sang một đô la vào tháng 1 năm 1998. Sau đó tăng thành 30 baht sang một đô la vào tháng 1 năm 2021.
Trước đây, Thái Lan sử dụng đơn vị tiền tệ gọi là tical  và tên này đã được sử dụng trong văn bản tiếng Anh trên các tờ giấy bạc cho đến năm 1925.

## Đồng tiền

### Đồng tiền Podduang
Vỏ sò từ sông Mê Kông đã được sử dụng làm tiền tệ với số lượng nhỏ kể từ thời kỳ Sukhothai. Trước năm 1860, Thái Lan không sản xuất đồng tiền theo phương pháp hiện đại. Thay vào đó, người ta sử dụng cái gọi là đồng tiền "viên đạn", bao gồm những thanh kim loại, dày ở phần giữa, uốn tròn tạo thành hình vòng tròn hoàn chỉnh trên đó có đóng dấu nhận dạng. Các mệnh giá bao gồm 1⁄128, 1⁄64, 1⁄32, 1⁄16, 1⁄8, 1⁄2, 1, 1+1⁄2, 2, 2+1⁄2, 4, 4+1⁄2, 8, 10, 20, 40 và 80 baht bằng bạc và 1⁄32, 1⁄16, 1⁄8, 1⁄2, 1, 1+1⁄2, 2 và 4 baht bằng vàng. Một baht vàng thường có giá trị bằng 16 baht bạc. Giữa năm 1858 và 1860, đồng tiền ngoại thương cũng được chính phủ đóng dấu để sử dụng ở Thái Lan.

#### Dòng thời gianPhotduang
*tiếp tục ở tiền xu khác*

#### Danh sách
| Podduang của Tical Thái (Rama III & Rama IV) | Podduang của Tical Thái (Rama III & Rama IV) | Podduang của Tical Thái (Rama III & Rama IV) | Podduang của Tical Thái (Rama III & Rama IV) | Podduang của Tical Thái (Rama III & Rama IV) | Podduang của Tical Thái (Rama III & Rama IV) | Podduang của Tical Thái (Rama III & Rama IV) | Podduang của Tical Thái (Rama III & Rama IV) | Podduang của Tical Thái (Rama III & Rama IV)               | Podduang của Tical Thái (Rama III & Rama IV) |
| Hình ảnh                                     | Giá trị                                      | Giá trị                                      | Giá trị                                      | Giá trị                                      | Độ rộng (mm)                                 | Trọng lượng (g)                              | Thành phần                                   | Dòng chữ, Mô tả                                            | Ngày phát hành                               |
| Hình ảnh                                     | Tên                                          | Tên phụ                                      | Giá trị Baht bạc                             | Giá trị Baht vàng                            | Độ rộng (mm)                                 | Trọng lượng (g)                              | Thành phần                                   | Dòng chữ, Mô tả                                            | Ngày phát hành                               |
| -------------------------------------------- | -------------------------------------------- | -------------------------------------------- | -------------------------------------------- | -------------------------------------------- | -------------------------------------------- | -------------------------------------------- | -------------------------------------------- | ---------------------------------------------------------- | -------------------------------------------- |
|                                              | Bia เบี้ย                                      | Bia เบี้ย                                      | 1⁄6400                                       | 1⁄102400                                     | 25                                           | 1,58                                         | Calci carbonat                               | Không                                                      | 1238-1869                                    |
|                                              | Nửa Pai กึ่งไพ                                 | Att อัฐ                                       | 1⁄64                                         | 1⁄1024                                       | 2                                            | 0,25                                         | Bạc                                          | Cờ hiệu Vương quốc Rattanakosin                            | 1824-1851                                    |
|                                              | Pai ไพ                                       | Pai ไพ                                       | 1⁄32                                         | 1⁄512                                        | 4                                            | 0,5                                          | Bạc                                          | Cờ hiệu Vương quốc Rattanakosin, Lâu đài                   | 1824-1856                                    |
|                                              | 2 Pai สองไพ                                  | Nửa Feuang กึ่งเฟื้อง                            | 1⁄16                                         | 1⁄256                                        | 6                                            | 1                                            | Bạc                                          | Cờ hiệu Vương quốc Rattanakosin, Lâu đài                   | 1824-1856                                    |
|                                              | Feuang เฟื้อง                                  | Feuang เฟื้อง                                  | 1⁄8                                          | 1⁄128                                        | 6,5                                          | 1,98                                         | Bạc                                          | Cờ hiệu Vương quốc Rattanakosin, Lâu đài                   | 1824-1856                                    |
|                                              | Saleung สลึง                                  | Saleung สลึง                                  | 1⁄4                                          | 1⁄64                                         | 9                                            | 3,7                                          | Bạc                                          | Cờ hiệu Vương quốc Rattanakosin, Lâu đài                   | 1824-1856                                    |
|                                              | 2 Saleung สองสลึง                             | Nửa Baht กึ่งบาท                               | 1⁄2                                          | 1⁄32                                         | 11                                           | 7.6                                          | Bạc                                          | Cờ hiệu Vương quốc Rattanakosin, Lâu đài                   | 1824-1856                                    |
|                                              | Baht บาท                                     | Baht บาท                                     | 1                                            | 1⁄16                                         | 14,5                                         | 15,14                                        | Bạc                                          | Cờ hiệu Vương quốc Rattanakosin, Lâu đài                   | 1824-1856                                    |
|                                              | Nửa Feuang Vàng กึ่งเฟื้องทอง                    | 2 Pai Vàng สองไพทอง                          | 1                                            | 1⁄16                                         | 5                                            | 1                                            | Vàng                                         | Cờ hiệu Vương quốc Rattanakosin                            | 1851-1856                                    |
|                                              | 2 Baht สองบาท                                | Nửa Tamleung กึ่งตำลึง                          | 2                                            | 1⁄8                                          | 17,5                                         | 30,30                                        | Bạc                                          | Cờ hiệu Vương quốc Rattanakosin, Lâu đài                   | 1824-1856                                    |
|                                              | Feuang Vàng เฟื้องทอง                          | Feuang Vàng เฟื้องทอง                          | 2                                            | 1⁄8                                          | 6                                            | 1,5                                          | Vàng                                         | Cờ hiệu Vương quốc Rattanakosin                            | 1851-1856                                    |
|                                              | 4 Baht สี่บาท                                  | Tamleung ตำลึง                                | 4                                            | 1⁄4                                          | 23,5                                         | 60,50                                        | Bạc                                          | Cờ hiệu Vương quốc Rattanakosin, Lâu đài                   | 1824-1856                                    |
|                                              | Saleung Vàng สลึงทอง                          | Saleung Vàng สลึงทอง                          | 4                                            | 1⁄4                                          | 8                                            | 3.7                                          | Vàng                                         | Cờ hiệu Vương quốc Rattanakosin, Con dấu Phra Maha Mongkut | 1851-1856                                    |
|                                              | Nửa Baht Vàng กึ่งบาททอง                       | 2 Saleung Vàng สองสลึงทอง                     | 8                                            | 1⁄2                                          | 9,5                                          | 7,56                                         | Vàng                                         | Cờ hiệu Vương quốc Rattanakosin, Con dấu Phra Maha Mongkut | 1851-1856                                    |
|                                              | Baht Vàng บาททอง                             | Baht Vàng บาททอง                             | 16                                           | 1                                            | 12                                           | 15,14                                        | Vàng                                         | Cờ hiệu Vương quốc Rattanakosin, Con dấu Phra Maha Mongkut | 1851-1856                                    |
|                                              | Nửa Tamleung Vàng กึ่งตำลึงทอง                  | Vàng 2 Baht สองบาททอง                        | 32                                           | 2                                            | 16                                           | 30,01                                        | Vàng                                         | Cờ hiệu Vương quốc Rattanakosin, Con dấu Phra Maha Mongkut | 1851-1856                                    |
|                                              | 40 Baht สี่สิบบาท                               | Nửa Chang กึ่งชั่ง                               | 40                                           | 2,5                                          | 48                                           | 606,5                                        | Bạc                                          | Cờ hiệu Vương quốc Rattanakosin, Con dấu Phra Maha Mongkut | 1880                                         |
|                                              | 80 Baht แปดสิบบาท                             | Chang ชั่ง                                     | 80                                           | 5                                            | 59                                           | 1216                                         | Bạc                                          | Cờ hiệu Vương quốc Rattanakosin, Con dấu Phra Maha Mongkut | 1859                                         |

### Đồng tiền trước thập phân
Rama III (1824–1851) là vị vua đầu tiên xem xét việc sử dụng đồng xu phẳng. Ông làm như vậy không phải để thuận tiện cho thương nhân, nhưng bởi vì ông cảm thấy phiền khi những sinh vật sống trong vỏ sò bị giết chết. Khi ông biết đến việc sử dụng đồng xu phẳng ở Singapore vào năm 1835, ông đã liên lạc với một thương nhân người Scotland, người đã đúc hai loại tiền xu thử nghiệm ở Anh. Nhà vua đã từ chối hai thiết kế. Tên quốc gia khắc trên những đồng tiền đầu tiên này là Muang Thai, không phải Xiêm.
Vào năm 1860, tiền xu mang phong cách hiện đại đã được giới thiệu. Đó là bạc 1 sik, 1 fuang, 1 và 2 salung, 1, 2 và 4 baht, với baht được cân 15,244 gram và những thứ khác liên quan đến cân nặng. Tin 1 solot và 1 att được phát hành năm 1862, với vàng 2+1⁄2, 4 và 8 baht được giới thiệu năm 1863 và đồng 2 và 4 att năm 1865. Đồng thay thế tin trong 1 solot và 1 att vào năm 1874, với đồng 4 att được giới thiệu vào năm 1876. Những đồng tiền vàng cuối cùng được đúc vào năm 1895.

#### Phát hành lần 0 – 1835 (sê ri thử nghiệm)
Trong suốt triều Vua Rama III (1824–1851), một sáng kiến đã được thực hiện để giới thiệu đồng tiền xu phẳng đầu tiên của Thái Lan, dự định thay thế vỏ ốc xà cừ đang được sử dụng rộng rãi. Mục đích nhằm hiện đại hóa hệ thống tiền tệ, nhà Vua đã tuyển Robert Hunter, một thương gia người Scotland, để sản xuất tiền xu.
Các thiết kế được đề xuất có họa tiết con voi, có nét tương đồng với tiền đúc của Lanka (Sri Lanka ngày nay). Lo ngại về sự không phù hợp mang tính biểu tượng của con voi, Vua Rama III cuối cùng đã bác bỏ tất cả các mẫu được đệ trình.
| Tiền xu phát hành lần 0 (Rama III) [Sê ri Muang Thai] | Tiền xu phát hành lần 0 (Rama III) [Sê ri Muang Thai] | Tiền xu phát hành lần 0 (Rama III) [Sê ri Muang Thai] | Tiền xu phát hành lần 0 (Rama III) [Sê ri Muang Thai] | Tiền xu phát hành lần 0 (Rama III) [Sê ri Muang Thai] | Tiền xu phát hành lần 0 (Rama III) [Sê ri Muang Thai] | Tiền xu phát hành lần 0 (Rama III) [Sê ri Muang Thai] | Tiền xu phát hành lần 0 (Rama III) [Sê ri Muang Thai] | Tiền xu phát hành lần 0 (Rama III) [Sê ri Muang Thai] |
| Hình ảnh                                              | Hình ảnh                                              | Giá trị                                               | Kích thước (mm)                                       | Trọng lượng (g)                                       | Thành phần                                            | Dòng chữ, mô tả                                       | Dòng chữ, mô tả                                       | Ngày phát hành                                        |
| Mặt phải                                              | Mặt trái                                              | Giá trị của đồng                                      | Kích thước (mm)                                       | Trọng lượng (g)                                       | Thành phần                                            | Mặt phải                                              | Mặt trái                                              | Ngày phát hành                                        |
| ----------------------------------------------------- | ----------------------------------------------------- | ----------------------------------------------------- | ----------------------------------------------------- | ----------------------------------------------------- | ----------------------------------------------------- | ----------------------------------------------------- | ----------------------------------------------------- | ----------------------------------------------------- |
|                                                       |                                                       | không giá trị                                         | 23                                                    | -                                                     | Đồng                                                  | Con voi ๑๑๙๗ (CS. 1197)                               | Ngôi sao เมืองไทย (Thái Lan)                           | 1835                                                  |
| 22                                                    | -                                                     | không giá trị                                         | Bạc                                                   | 1835                                                  |                                                       | Con voi ๑๑๙๗ (CS. 1197)                               | Ngôi sao เมืองไทย (Thái Lan)                           |                                                       |
|                                                       |                                                       | không giá trị                                         | 22                                                    | -                                                     | Bạc                                                   | Hoa sen ๑๑๙๗ (CS. 1197)                               | Ngôi sao เมืองไทย (Thái Lan)                           | 1835                                                  |
|                                                       |                                                       | không giá trị                                         | 22                                                    | -                                                     | Đồng                                                  | Hoa sen ๑๑๙๗ (CS. 1197)                               | نڭري (Nagari / Vùng đất của) ترومن (Trumon)           | 1835                                                  |
|                                                       |                                                       | không giá trị                                         | 22                                                    | -                                                     | Đồng                                                  | Hoa sen ๑๑๙๗ (CS. 1197)                               | نڭري (Nagari / Vùng đất của) ترومن (Trumon)           | 1835                                                  |

#### Phát hành lần 1 - 1856 (chuyển đổi)
Việc phát hành tiền xu đầu tiên được ủy quyền bởi Rama IV, mặc dù nó chưa bao giờ được đưa vào lưu hành. Đây là một trong những nỗ lực đầu tiên nhằm thay thế đồng xu hình viên đạn, nhưng rất ít được đúc mà không đưa nó vào lưu thông.
| Hình ảnh    | Hình ảnh                | Giá trị     | Giá trị            | Kích thước (mm) | Trọng lượng (g)                                                 | Thành phần          | Dòng chữ, miêu tả                                               | Dòng chữ, miêu tả   | Ngày phát hành |
| Mặt trước   | Mặt sau                 | Tên         | Giá trị của đồng   | Kích thước (mm) | Trọng lượng (g)                                                 | Thành phần          | Mặt trước                                                       | Mặt sau             | Ngày phát hành |
| ----------- | ----------------------- | ----------- | ------------------ | --------------- | --------------------------------------------------------------- | ------------------- | --------------------------------------------------------------- | ------------------- | -------------- |
|             |                         | Feuang เฟื้อง | 1 fueang, 1/8 baht | 15              | 1,8                                                             | Vàng                | Huy hiệu Phra Maha Mongkut                                      | กรุงเทพ (Krung Thep) | 1856           |
| Salueng สลึง | 1/16 tamlueng, 1/4 baht | 20          | 3,2                | Vàng            | Huy hiệu Phra Maha Mongkut                                      | กรุงเทพ (Krung Thep) |                                                                 |                     | 1856           |
|             |                         | Feuang เฟื้อง | 1 Feuang, 1/8 Baht | 12,5            | 1,85                                                            | Bạc                 | Chakra (trên) Phra Tao (giữa) Huy hiệu Phra Maha Mongkut (dưới) | กรุงเทพ (Krung Thep) | 1856           |
| Salueng สลึง | 1/16 tamlueng, 1/4 baht | 16          | 3,8                | Bạc             | Chakra (trên) Phra Tao (giữa) Huy hiệu Phra Maha Mongkut (dưới) | กรุงเทพ (Krung Thep) | 1856                                                            |                     |                |

#### Phát hành lần 2, 3 – 1860, 1869
Đây là lần đầu tiên phát hành đồng tiền Xiêm. Điều này đánh dấu sự khởi đầu của việc nhưng sử dụng tiền podduang. Mặc dù trong thời đại này, podduang vẫn được sử dụng hợp phát. Trong sê ri này, các mệnh giá thấp hơn được làm bằng bạc, và những mệnh giá cao hơn được làm bằng vàng. Những mệnh giá cao hơn này được gọi là: Paddueng, Pit, và Tot. Paddueng nghĩa là ba mươi hai, bằng 1/32 của một chang, một tên gọi khác là chinkang hoặc một tamlueng Trung Quốc. Pit nghĩa là hai mươi, bằng 1/20 của một chang, tên gọi khác là ekkang, hoặc là một tamleung Thái. Tot nghĩa là mười, bằng 1/10 của một chang, đồng này còn được gọi là thukkang, nghĩa là hai tamlueng. Ở đồng có mệnh giá thấp hơn sử dụng các vật liệu như thiếc, đồng và đồng thau, do nó có giá trị thấp.
| Phát hành lần 2, Rama IV [Sê ri Mongkut] | Phát hành lần 2, Rama IV [Sê ri Mongkut] | Phát hành lần 2, Rama IV [Sê ri Mongkut] | Phát hành lần 2, Rama IV [Sê ri Mongkut] | Phát hành lần 2, Rama IV [Sê ri Mongkut] | Phát hành lần 2, Rama IV [Sê ri Mongkut] | Phát hành lần 2, Rama IV [Sê ri Mongkut] | Phát hành lần 2, Rama IV [Sê ri Mongkut] | Phát hành lần 2, Rama IV [Sê ri Mongkut]             | Phát hành lần 2, Rama IV [Sê ri Mongkut] |
| Hình ảnh                                 | Hình ảnh                                 | Giá trị                                  | Giá trị                                  | Kích thước (mm)                          | Trọng lượng (g)                          | Thành phần                               | Dòng chữ, mô tả                          | Dòng chữ, mô tả                                      | Ngày phát hành                           |
| Mặt phải                                 | Mặt trái                                 | Tên                                      | Giá trị của đồng                         | Kích thước (mm)                          | Trọng lượng (g)                          | Thành phần                               | Mặt phải                                 | Mặt trái                                             | Ngày phát hành                           |
| ---------------------------------------- | ---------------------------------------- | ---------------------------------------- | ---------------------------------------- | ---------------------------------------- | ---------------------------------------- | ---------------------------------------- | ---------------------------------------- | ---------------------------------------------------- | ---------------------------------------- |
|                                          |                                          | Solot โสฬส                               | 1/16 Feuang, 1/128 Baht                  | 23 × 2                                   | 4                                        | Thiếc                                    | Huy hiệu Mongkut Đại Đế                  | Quốc kỳ Xiêm + สิบ หก อัน เป็น เฟื้อง 1/16 F. 方 片 六 十 | 1862                                     |
|                                          |                                          | At 'อัฐ                                   | 1/8 Feuang, 1/64 Baht                    | 29 × 2                                   | 7,2                                      | Thiếc                                    | Huy hiệu Mongkut Đại Đế                  | Quốc kỳ Xiêm + แปด อัน เปน เฟื้อง 1/8 F. 方 片 捌       | 1862                                     |
|                                          |                                          | Siao เสี้ยว                                | 1/4 Feuang, 1/32 Baht                    | 22 × 3                                   | 7,55 3,55                                | Đồng Đồng thau                           | Huy hiệu Mongkut Đại Đế                  | Quốc kỳ Xiêm + สี่ อัน เปน เฟื้อง 1/4 F. 方 片 四         | 1865                                     |
|                                          |                                          | Sik ซีก                                   | 1/2 Feuang, 1/16 Baht                    | 29 × 3                                   | 10~ 7,61                                 | Đồng Đồng thau                           | Huy hiệu Mongkut Đại Đế                  | Quốc kỳ Xiêm + สอง อัน เปน เฟื้อง 1/2 F. 方 片 二       | 1865                                     |
|                                          |                                          | Nửa Feuang ครึ่งเฟื้อง                       | 1/2 Feuang, 1/16 Baht                    | 13 × 1                                   | 0,92                                     | Bạc                                      | Huy hiệu Mongkut Đại Đế                  | Quốc kỳ Xiêm                                         | 1860                                     |
| 1.69                                     | Vàng 0,997                               | Nửa Feuang ครึ่งเฟื้อง                       | 1/2 Feuang, 1/16 Baht                    | 13 × 1                                   | 1863                                     |                                          | Huy hiệu Mongkut Đại Đế                  | Quốc kỳ Xiêm                                         |                                          |
|                                          |                                          | Fueang เฟื้อง                              | 1 fueang, 1/8 baht                       | 16 × 1                                   | 1,84                                     | Bạc 0,900                                | Huy hiệu Mongkut Đại Đế 1 sao            | Quốc kỳ Xiêm 1 sao                                   | 1857, 1860                               |
| 3,39                                     | Vàng 0,997                               | Fueang เฟื้อง                              | 1 fueang, 1/8 baht                       | 16 × 1                                   | 1863                                     |                                          | Huy hiệu Mongkut Đại Đế 1 sao            | Quốc kỳ Xiêm 1 sao                                   |                                          |
|                                          |                                          | Salueng สลึง                              | 1/16 tamlueng, 1/4 baht                  | 22 × 1                                   | 3,7                                      | Bạc 0,900                                | Huy hiệu Mongkut Đại Đế 2 sao            | Quốc kỳ Xiêm 2 sao                                   | 1857, 1860                               |
| 6,82                                     | Vàng 0,997                               | Salueng สลึง                              | 1/16 tamlueng, 1/4 baht                  | 22 × 1                                   | 1863                                     |                                          | Huy hiệu Mongkut Đại Đế 2 sao            | Quốc kỳ Xiêm 2 sao                                   |                                          |
|                                          |                                          | Half Baht ครึ่งบาท                         | 1/8 tamlueng, 1/2 baht                   | 27 × 1                                   | 7,46                                     | Bạc 0,900                                | Huy hiệu Mongkut Đại Đế 4 sao            | Quốc kỳ Xiêm 4 sao                                   | 1860                                     |
| 13,74                                    | Vàng 0,997                               | Half Baht ครึ่งบาท                         | 1/8 tamlueng, 1/2 baht                   | 27 × 1                                   | 1863                                     |                                          | Huy hiệu Mongkut Đại Đế 4 sao            | Quốc kỳ Xiêm 4 sao                                   |                                          |
|                                          |                                          | Baht บาท                                 | 1/4 tamlueng, 1 baht                     | 31 × 1                                   | 15.45                                    | Bạc 0,900                                | Huy hiệu Mongkut Đại Đế 8 sao            | Quốc kỳ Xiêm 8 sao                                   | 1857, 1860                               |
| 28,47                                    | Vàng 0,997                               | Baht บาท                                 | 1/4 tamlueng, 1 baht                     | 31 × 1                                   | 1863                                     |                                          | Huy hiệu Mongkut Đại Đế 8 sao            | Quốc kỳ Xiêm 8 sao                                   |                                          |
|                                          |                                          | Half Tamlueng ครึ่งตำลึง                    | 1/2 tamlueng, 2 baht                     | 37 × 2,5                                 | 30                                       | Bạc 0,900                                | Huy hiệu Mongkut Đại Đế 16 sao           | Quốc kỳ Xiêm 16 sao                                  | 1863                                     |
| 55,29                                    | Vàng 0,997                               | Half Tamlueng ครึ่งตำลึง                    | 1/2 tamlueng, 2 baht                     | 37 × 2,5                                 |                                          |                                          | Huy hiệu Mongkut Đại Đế 16 sao           | Quốc kỳ Xiêm 16 sao                                  | 1863                                     |
| stand in image*                          |                                          | Tamlueng ตำลึง                            | 1 tamlueng, 4 baht                       | 45 × 4                                   | 60                                       | Bạc 0,900                                | Huy hiệu Mongkut Đại Đế 32 sao           | Quốc kỳ Xiêm 32 sao                                  | 1864                                     |
| stand in image*                          | 110                                      | Tamlueng ตำลึง                            | 1 tamlueng, 4 baht                       | 45 × 4                                   | Vàng 0,997                               |                                          | Huy hiệu Mongkut Đại Đế 32 sao           | Quốc kỳ Xiêm 32 sao                                  | 1864                                     |
|                                          |                                          | Song Phai สองไพ                          | 1/4 tamlueng, 1 baht                     | 12 × 0,8                                 | 1,34                                     | Vàng 0,997                               | Huy hiệu Mongkut Đại Đế                  | Quốc kỳ Xiêm                                         | 1857                                     |
|                                          |                                          | Paddueng พัดดึงส์                           | 5/8 tamlueng, 2.5 baht                   | 14 × 0,8                                 | 1,6                                      | Vàng 0,997                               | Huy hiệu Mongkut Đại Đế                  | Quốc kỳ Xiêm                                         | 1857                                     |
| 16 × 0,8                                 | 1,83                                     | Paddueng พัดดึงส์                           | 5/8 tamlueng, 2.5 baht                   | Vàng 0,997                               | Huy hiệu Mongkut Đại Đế                  | Quốc kỳ Xiêm                             | 1863                                     |                                                      |                                          |
|                                          |                                          | Pit พิศ                                   | 1 tamlueng, 4 baht                       | 17 × 1                                   | 3,88                                     | Vàng 0,997                               | Huy hiệu Mongkut Đại Đế                  | Quốc kỳ Xiêm                                         | 1863                                     |
|                                          |                                          | Tot ทศ                                   | 2 tamlueng, 8 baht                       | 22 × 1                                   | 7,42                                     | Vàng 0,997                               | Huy hiệu Mongkut Đại Đế                  | Quốc kỳ Xiêm                                         | 1863                                     |
| Phát hành lần 2 (Rama V)                 |                                          |                                          |                                          |                                          |                                          |                                          |                                          |                                                      |                                          |
|                                          |                                          | Solot โสฬส                               | 1/16 fueang, 1/128 baht                  | 32 × 2                                   | 7                                        | Nhôm                                     | Huy hiệu Chula Đại Đế                    | Quốc kỳ Xiêm + สิบ หก อัน เป็น เฟื้อง 1/16 F. 方 片 六 十 | 1868                                     |
|                                          |                                          | Fueang เฟื้อง                              | 1 fueang, 1/8 baht                       | 16 × 1                                   | 1,84                                     | Bạc 0,900                                | Huy hiệu Chula Đại Đế                    | Quốc kỳ Xiêm 1 sao                                   | 1869                                     |
|                                          |                                          | Salueng สลึง                              | 1/16 tamlueng, 1/4 baht                  | 22 × 1                                   | 3,7                                      | Bạc 0,900                                | Huy hiệu Chula Đại Đế                    | Quốc kỳ Xiêm 2 sao                                   | 1869                                     |
|                                          |                                          | Baht บาท                                 | 1/4 tamlueng, 1 baht                     | 31 × 1                                   | 15,45                                    | Bạc 0,900                                | Huy hiệu Chula Đại Đế                    | Quốc kỳ Xiêm 8 sao                                   | 1869                                     |

#### Phát hành lần 4 - 1875
Sê ri đầu tiên khắc họa Vua Rama V, đồng tiền được là từ đồng, bạc, và vàng. Tuy nhiên, vàng chỉ được sử dụng cho mệnh giá 1 feuang. Biểu tượng tấm khiên mới được phát hành trong lần phát hành này. Tấm khiên được chia thành ba phần, khắc họa từ ảnh hưởng phương Tây, các biểu tượng trong các phần này tượng trưng cho các vùng lãnh thổ mà Xiêm đang kiểm soát. Nhánh cây đầu voi tượng trưng cho lãnh thổ Xiêm, voi dưới góc dưới bên trái tượng trung cho Lan Xang, và warangka tượng trưng cho Xiêm Mã Lai.
| Rama V, Phát hành lần 4 | Rama V, Phát hành lần 4 | Rama V, Phát hành lần 4 | Rama V, Phát hành lần 4 | Rama V, Phát hành lần 4 | Rama V, Phát hành lần 4 | Rama V, Phát hành lần 4 | Rama V, Phát hành lần 4                                                                      | Rama V, Phát hành lần 4                                    | Rama V, Phát hành lần 4 |
| Hình ảnh                | Hình ảnh                | Giá trị                 | Giá trị                 | Kích thước (mm)         | Trọng lượng (g)         | Thành phần              | Dòng chữ, mô tả                                                                              | Dòng chữ, mô tả                                            | Ngày phát hành          |
| Mặt phải                | Mặt trái                | Tên                     | Giá trị của đồng        | Kích thước (mm)         | Trọng lượng (g)         | Thành phần              | Mặt phải                                                                                     | Mặt trái                                                   | Ngày phát hành          |
| ----------------------- | ----------------------- | ----------------------- | ----------------------- | ----------------------- | ----------------------- | ----------------------- | -------------------------------------------------------------------------------------------- | ---------------------------------------------------------- | ----------------------- |
|                         |                         | Solot โสฬส              | 1/16 Feuang, 1/128 Baht | 20 × 1                  | 2,67                    | Đồng                    | กรุงสยาม (Vương quốc Xiêm) Chữ lồng của Rama V รัชกาลที่ ๕ (Triều đại thứ 5)                     | โสลด (Solot) ๑๖ (16) อันเฟื้อง(parts fuang) ๑๒๓๖ (CS 1236)    | 1875                    |
|                         |                         | Att อัฐ                  | 1/8 Feuang, 1/64 Baht   | 25 × 1                  | 5,58                    | Đồng                    | กรุงสยาม (Vương quốc Xiêm) Chữ lồng của Rama V รัชกาลที่ ๕ (Triều đại thứ 5)                     | อัฐ (Att) ๘ (8) อันเฟื้อง(parts fuang) ๑๒๓๖ (CS 1236)          | 1875                    |
|                         |                         | Siao เสี้ยว               | 1/4 Feuang, 1/32 Baht   | 30,5 × 2                | 11,14                   | Đồng                    | กรุงสยาม (Vương quốc Xiêm) Chữ lồng của Rama V รัชกาลที่ ๕ (Triều đại thứ 5)                     | เสี้ยว (Siao) ๔ (4) อันเฟื้อง(parts fuang) ๑๒๓๖ (CS 1236)       | 1875                    |
|                         |                         | Sik ซีก                  | 1/2 Feuang, 1/16 Baht   | 38,5 × 2.5              | 22,57                   | Đồng                    | กรุงสยาม (Vương quốc Xiêm) Chữ lồng của Rama V รัชกาลที่ ๕ (Triều đại thứ 5)                     | สิ้ก (Sik) ๒ (2) อันเฟื้อง(parts fuang) ๑๒๓๘ (CS 1238)          | 1875                    |
|                         |                         | Feuang เฟื้อง             | 1 Feuang, 1/8 Baht      | 16 × 2,3                | 1,89 4~                 | Bạc Vàng                | สมเด็จพระปรมินทรมหาจุฬาลงกรณ์ (Quốc vương Chulalongkorn) พระจุลจอมเกล้าเจ้าอยู่หัว (Vua Chulalongkorn) | กรุงสยาม (Xiêm) รัชกาลที่๕(Triều đại thứ 5) เฟื้องหนึ่ง (1 feuang) | 1875                    |
|                         |                         | Saleung สลึง             | 1/16 Tamleung, 1/4 Baht | 21 × 2,3                | 3,82                    | Bạc                     | สมเด็จพระปรมินทรมหาจุฬาลงกรณ์ (Quốc vương Chulalongkorn) พระจุลจอมเกล้าเจ้าอยู่หัว (Vua Chulalongkorn) | กรุงสยาม (Xiêm) รัชกาลที่๕(Triều đại thứ 5) สลึงหนึ่ง (1 saleung) | 1875                    |
|                         |                         | Baht บาท                | 1/4 Tamleung, 1 Baht    | 31 × 2,3                | 15,1                    | Bạc                     | สมเด็จพระปรมินทรมหาจุฬาลงกรณ์ (Quốc vương Chulalongkorn) พระจุลจอมเกล้าเจ้าอยู่หัว (Vua Chulalongkorn) | กรุงสยาม (Xiêm) รัชกาลที่๕(Triều đại thứ 5) บาทหนึ่ง (1 baht)    | 1875                    |

#### Phát hành lần 5 - 1888
Đây là một vấn đề nhỏ trong đó thiết kế của các mệnh giá nhỏ hơn được cập nhật, và kết hợp tấm chắn ba phần vào thiết kế.
| Rama V, Phát hành lần 5 | Rama V, Phát hành lần 5 | Rama V, Phát hành lần 5 | Rama V, Phát hành lần 5 | Rama V, Phát hành lần 5 | Rama V, Phát hành lần 5 | Rama V, Phát hành lần 5 | Rama V, Phát hành lần 5                                                | Rama V, Phát hành lần 5        | Rama V, Phát hành lần 5 |
| Hình ảnh                | Hình ảnh                | Giá trị                 | Giá trị                 | Kích thước (mm)         | Trọng lượng (g)         | Thành phần              | Dòng chữ, mô tả                                                        | Dòng chữ, mô tả                | Ngày phát hành          |
| Mặt phải                | Mặt trái                | Tên                     | Giá trị của đồng        | Kích thước (mm)         | Trọng lượng (g)         | Thành phần              | Mặt phải                                                               | Mặt trái                       | Ngày phát hành          |
| ----------------------- | ----------------------- | ----------------------- | ----------------------- | ----------------------- | ----------------------- | ----------------------- | ---------------------------------------------------------------------- | ------------------------------ | ----------------------- |
|                         |                         | Solot โสฬส              | 1/16 Feuang, 1/128 Baht | 19 × 2                  | 2,8                     | Đồng                    | จุฬาลงกรณ์ ป.ร. (Chulalongkorn) พระจุลจอมเกล้าเจ้ากรุงสยาม (Quốc Vương Xiêm) | หนึ่งโสฬศ (1 solot) ๑๑๘ (RS 118) | 1888                    |
|                         |                         | Att อัฐ                  | 1/8 Feuang, 1/64 Baht   | 24 × 2                  | 5,8                     | Đồng                    | จุฬาลงกรณ์ ป.ร. (Chulalongkorn) พระจุลจอมเกล้าเจ้ากรุงสยาม (Quốc Vương Xiêm) | หนึ่งอัฐ (1 att) ๑๒๒ (RS 122)     | 1888                    |
|                         |                         | Siao เสี้ยว               | 1/4 Feuang, 1/32 Baht   | 30 × 2                  | 11,3                    | Đồng                    | จุฬาลงกรณ์ ป.ร. (Chulalongkorn) พระจุลจอมเกล้าเจ้ากรุงสยาม (Quốc Vương Xiêm) | หนึ่งเซียว (1 siao) ๑๒๒ (RS 122)  | 1888                    |

### Đồng tiền thập phân
Vào năm 1897, những đồng tiền đầu tiên có mệnh giá bằng satang đã được giới thiệu, đồng trắng 2+1⁄2, 5, 10 và 20 satang. Tuy nhiên, đồng 1 solot, 1 và 2 att được đúc cho đến năm 1905 và đồng 1 fuang được đúc cho đến năm 1910. Vào năm 1908, 1, 5 và 10 satang đục lỗ được giới thiệu, với 1 satang bằng đồng và 5, 10 satang bằng niken. 1 và 2 salung được thay thế bằng đồng 25 và 50 satang vào năm 1915. Vào năm 1937, 1⁄2 satang đục lỗ bằng đồng được phát hành.
Vào năm 1941, một sê ri đồng bạc được giới thiệu với mệnh giá 5, 10 và 20 satang, do sự thiếu hụt niken gây ra bởi Thế chiến II. Năm sau đó, đồng xu bằng thiếc được giới thiệu cho 1, 5 và 10 satang, theo sau đó là 20 satang vào năm 1945 và 25, 50 satang vào năm 1946. Năm 1950, đồng 5, 10, 25 và 50 satang đồng nhôm được giới thiệu trong khi, vào năm 1957, 5 và 10 satang bằng đồng được phát hành, cùng với đồng xu 1-baht được đúc bằng hợp kim đặc biệt của đồng, niken, bạc và kẽm. Một số đồng xu Thái được phát hành nhiều năm không đổi ngày. Bao gồm đồng xu bằng thiếc 1 satang năm 1942 và 5 và 10 satang năm 1950, được đúc cho đến năm 1973, đồng xu 25 satang bằng thiếc năm 1946 được đúc cho đến năm 1964, đồng xu 50 satang bằng thiếc được đúc cho đến năm 1957, đồng xu 5, 10, 25 và 50 satang bằng đồng nhôm năm 1957 được đúc cho đến năm 1970. Đồng xu 1-baht hợp kim đồng niken được giới thiệu vào năm 1962 và được đúc không đổi ngày tháng cho đến năm 1982.
Vào năm 1972, đồng 5-baht hợp kim đồng niken được giới thiệu, chuyển sang đồng mạ niken vào năm 1977. Giữa năm 1986 và 1988, một đồng xu mới được giới thiệu, bao gồm 1, 5 và 10 satang bằng đồng, 25 và 50 satang bằng đồng nhôm, 1 baht bằng hợp kim đồng niken, 5 baht đồng mạ niken và 10 baht lưỡng tính. 2 baht Thép mạ đồng niken được giới thiệu vào năm 2005.

#### Phát hành lần 6 - 1897
| Rama V, Phát hành lần 6 | Rama V, Phát hành lần 6 | Rama V, Phát hành lần 6 | Rama V, Phát hành lần 6 | Rama V, Phát hành lần 6 | Rama V, Phát hành lần 6 | Rama V, Phát hành lần 6 | Rama V, Phát hành lần 6                      | Rama V, Phát hành lần 6                             | Rama V, Phát hành lần 6 |
| Hình ảnh                | Hình ảnh                | Giá trị                 | Giá trị                 | Kích thước (mm)         | Trọng lượng (g)         | Thành phần              | Dòng chữ, mô tả                              | Dòng chữ, mô tả                                     | Ngày phát hành          |
| Mặt phải                | Mặt trái                | Name                    | Giá trị của đồng        | Kích thước (mm)         | Trọng lượng (g)         | Thành phần              | Mặt phải                                     | Mặt trái                                            | Ngày phát hành          |
| ----------------------- | ----------------------- | ----------------------- | ----------------------- | ----------------------- | ----------------------- | ----------------------- | -------------------------------------------- | --------------------------------------------------- | ----------------------- |
|                         |                         | 2,5 Satang              | 0,025 Baht              | 19 × 1                  | 1,8                     | Đồng nickel             | สยามอานาจักร (Vương Quốc Xiêm) ศก๑๑๖ (RS 116) | สองสตางค์ครึ่ง (hai và một nửa satang) ๒ (2) ๑/๒ (1/2) | 1897                    |
|                         |                         | 5 Satang                | 0,05 Baht               | 19 × 1                  | 2,9                     | Đồng nickel             | สยามอานาจักร (Vương Quốc Xiêm) ศก๑๑๖ (RS 116) | ห้าสตางค์ (năm satang) ๕ (5)                          | 1897                    |
|                         |                         | 10 Satang               | 0,10 Baht               | 19 × 1                  | 4~                      | Đồng nickel             | สยามอานาจักร (Vương Quốc Xiêm) ศก๑๑๖ (RS 116) | สิบสตางค์ (mười satang) ๑๐ (10)                       | 1897                    |
|                         |                         | 20 Satang               | 0,20 Baht               | 19 × 1,8                | 6,45                    | Đồng nickel             | สยามอานาจักร (Vương Quốc Xiêm) ศก๑๑๖ (RS 116) | ยี่สิบสตางค์ (hai mươi satang) ๒๐ (20)                  | 1897                    |

#### Phát hành lần 7, 8, 9 - 1908, 1913, 1929, 1939
| Rama V, VI, VII, VIII, Phát hành lần 7     | Rama V, VI, VII, VIII, Phát hành lần 7 | Rama V, VI, VII, VIII, Phát hành lần 7 | Rama V, VI, VII, VIII, Phát hành lần 7 | Rama V, VI, VII, VIII, Phát hành lần 7 | Rama V, VI, VII, VIII, Phát hành lần 7 | Rama V, VI, VII, VIII, Phát hành lần 7            | Rama V, VI, VII, VIII, Phát hành lần 7                    | Rama V, VI, VII, VIII, Phát hành lần 7 |
| Hình ảnh                                   | Hình ảnh                               | Giá trị                                | Kích thước (mm)                        | Trọng lượng (g)                        | Thành phần                             | Dòng chữ, mô tả                                   | Dòng chữ, mô tả                                           | Ngày phát hành                         |
| Mặt phải                                   | Mặt trái                               | Giá trị                                | Kích thước (mm)                        | Trọng lượng (g)                        | Thành phần                             | Mặt phải                                          | Mặt trái                                                  | Ngày phát hành                         |
| ------------------------------------------ | -------------------------------------- | -------------------------------------- | -------------------------------------- | -------------------------------------- | -------------------------------------- | ------------------------------------------------- | --------------------------------------------------------- | -------------------------------------- |
|                                            |                                        | 1 satang                               | 22,5 × 1                               | 5                                      | Đồng-đồng thau-kẽm                     | Chakra                                            | สยามรัฐ ๑ สตางค์ (1 Satang Nhà nước Xiêm)                   | 1908                                   |
| รัฐบารไทย ๑ สตางค์ (1 Satang Chính phủ Thái) | 1939                                   | 1 satang                               | 22,5 × 1                               | 5                                      | Đồng-đồng thau-kẽm                     | Chakra                                            |                                                           |                                        |
|                                            |                                        | 5 satang                               | 17.5 × 1                               | 2                                      | Niken                                  | Chakra                                            | สยามรัฐ ๕ สตางค์ (5 Satang Nhà nước Xiêm)                   | 1908                                   |
|                                            |                                        | 10 satang                              | 20 × 1                                 | 3,5                                    | Niken                                  | Chakra                                            | สยามรัฐ ๑๐ สตางค์ (10 Satang Nhà nước Xiêm)                 | 1908                                   |
|                                            |                                        | 1 baht                                 | 31 × 3                                 | 16                                     | Bạc                                    | จุฬาลงกรณ์ สยามินทร์ (Chulalongkorn, Quốc Vương Xiêm) | สยามรัฐ ร.ศ.๑๒๗ (Nhà nước Xiêm RS 127) หนึ่ง บาท (1 baht)    | 1908                                   |
| Phát hành lần 8 (Rama VI) [Sê ri Erawan]   |                                        |                                        |                                        |                                        |                                        |                                                   |                                                           |                                        |
|                                            |                                        | 1 saleung                              | 20 × 1,3                               | 3,75                                   | Bạc                                    | วชิราวุธ สยามินทร์ (Vajiravudh, Quốc Vương Xiêm)      | สยามรัฐ ๒๔๖๒ (Quốc Vương Xiêm BE 2462) หนึ่ง สลึง (1 saleung) | 1913                                   |
|                                            |                                        | 2 saleung                              | 25,3 × 1,3                             | 7,5                                    | Bạc                                    | วชิราวุธ สยามินทร์ (Vajiravudh, Quốc Vương Xiêm)      | สยามรัฐ ๒๔๕๘ (Quốc Vương Xiêm BE 2458) สอง สลึง (2 saleung) | 1913                                   |
|                                            |                                        | 1 baht                                 | 30,5 × 1                               | 15                                     | Bạc                                    | วชิราวุธ สยามินทร์ (Vajiravudh, Quốc Vương Xiêm)      | สยามรัฐ ๒๔๖๐ (Quốc Vương Xiêm BE 2460) หนึ่ง บาท (1 baht)    | 1913                                   |
| Phát hành lần 9 (Rama VII)                 |                                        |                                        |                                        |                                        |                                        |                                                   |                                                           |                                        |
|                                            |                                        | 25 satang                              | 20 × 1,3                               | 3,75                                   | Bạc                                    | ประชาธิปก สยามินทร์ (Prajadipok, Quốc Vương Xiêm)    | สยามรัฐ ๒๔๗๒ (Quốc Vương Xiêm BE 2472) หนึ่ง สลึง (1 saleung) | 1929                                   |
|                                            |                                        | 50 satang                              | 25,3 × 1,3                             | 7,5                                    | Bạc                                    | ประชาธิปก สยามินทร์ (Prajadipok, Quốc Vương Xiêm)    | สยามรัฐ ๒๔๗๒ (Quốc Vương Xiêm BE 2472) สอง สลึง (2 saleung) | 1929                                   |

#### Phát hành lần 10 - 1937, 1941, 1942, 1945
| Rama VIII, Phát hành lần 10 | Rama VIII, Phát hành lần 10 | Rama VIII, Phát hành lần 10 | Rama VIII, Phát hành lần 10 | Rama VIII, Phát hành lần 10 | Rama VIII, Phát hành lần 10 | Rama VIII, Phát hành lần 10 | Rama VIII, Phát hành lần 10                   | Rama VIII, Phát hành lần 10 |
| Hình ảnh                    | Hình ảnh                    | Giá trị                     | Kích thước (mm)             | Trọng lượng (g)             | Thành phần                  | Dòng chữ, mô tả             | Dòng chữ, mô tả                               | Ngày phát hành              |
| Mặt phải                    | Mặt trái                    | Giá trị                     | Kích thước (mm)             | Trọng lượng (g)             | Thành phần                  | Mặt phải                    | Mặt trái                                      | Ngày phát hành              |
| --------------------------- | --------------------------- | --------------------------- | --------------------------- | --------------------------- | --------------------------- | --------------------------- | --------------------------------------------- | --------------------------- |
|                             |                             | 0,5 satang                  | 19 × 1,3                    | 1,8                         | Đồng                        | Chakra                      | สยามรัฐ ๑/๒ สตางค์ (Quốc Vương Xiêm 1/2 Satang) | 1937                        |
|                             |                             | 1 satang                    | 22,5 × 1,3                  | 3,5                         | Đồng                        | Hoa sen พ.ศ.๒๔๘๔ (BE 2484)  | ๑ สต. (1 satang) รัฐบาลไทย (Chính phủ Thái)    | 1941                        |
| 15 × 2                      | 1,5                         | 1 satang                    | Thiếc                       | 1942                        |                             | Hoa sen พ.ศ.๒๔๘๔ (BE 2484)  | ๑ สต. (1 satang) รัฐบาลไทย (Chính phủ Thái)    |                             |
|                             |                             | 5 satang                    | 16.6 × 1,3                  | 1,5                         | Bạc                         | Hoa sen พ.ศ.๒๔๘๔ (BE 2484)  | ๕ สต. (5 satang) รัฐบาลไทย (Chính phủ Thái)    | 1941                        |
| 17,5 × 2                    | 3                           | 5 satang                    | Thiếc                       | 1942                        |                             | Hoa sen พ.ศ.๒๔๘๔ (BE 2484)  | ๕ สต. (5 satang) รัฐบาลไทย (Chính phủ Thái)    |                             |
|                             |                             | 10 satang                   | 19 × 1,3                    | 2,5                         | Bạc                         | Hoa sen พ.ศ.๒๔๘๔ (BE 2484)  | ๑๐ สต. (10 satang) รัฐบาลไทย (Chính phủ Thái)  | 1941                        |
| 20 × 2                      | 5                           | 10 satang                   | Thiếc                       | 1942                        |                             | Hoa sen พ.ศ.๒๔๘๔ (BE 2484)  | ๑๐ สต. (10 satang) รัฐบาลไทย (Chính phủ Thái)  |                             |
|                             |                             | 20 satang                   | 22 × 1,3                    | 3                           | Bạc                         | Hoa sen พ.ศ.๒๔๘๕ (BE 2485)  | ๑๐ สต. (20 satang) รัฐบาลไทย (Chính phủ Thái)  | 1942                        |
| 22 × 2                      | 6                           | 20 satang                   | Thiếc                       | 1945                        |                             | Hoa sen พ.ศ.๒๔๘๕ (BE 2485)  | ๑๐ สต. (20 satang) รัฐบาลไทย (Chính phủ Thái)  |                             |

#### Phát hành lần 11 - 1946
| Rama VIII, Phát hành lần 11 | Rama VIII, Phát hành lần 11 | Rama VIII, Phát hành lần 11 | Rama VIII, Phát hành lần 11 | Rama VIII, Phát hành lần 11 | Rama VIII, Phát hành lần 11 | Rama VIII, Phát hành lần 11                           | Rama VIII, Phát hành lần 11                                     | Rama VIII, Phát hành lần 11 |
| Hình ảnh                    | Hình ảnh                    | Giá trị                     | Kích thước (mm)             | Trọng lượng (g)             | Thành phần                  | Dòng chữ, mô tả                                       | Dòng chữ, mô tả                                                 | Ngày phát hành              |
| Mặt phải                    | Mặt trái                    | Giá trị                     | Kích thước (mm)             | Trọng lượng (g)             | Thành phần                  | Mặt phải                                              | Mặt trái                                                        | Ngày phát hành              |
| --------------------------- | --------------------------- | --------------------------- | --------------------------- | --------------------------- | --------------------------- | ----------------------------------------------------- | --------------------------------------------------------------- | --------------------------- |
|                             |                             | 5 satang                    | 15 × 1,3                    | 1,3                         | Thiếc                       | อานันทมหิดล (Ananda Mahidol) รัชกาลที่ ๘ (Triều đại thứ 8) | รัฐบาลไทย (Chính phủ Thái) ๕ สต. (5 satang) พ.ศ.๒๔๘๙ (BE 2489)   | 1946                        |
|                             |                             | 10 satang                   | 17,7 × 1,3                  | 1,8                         | Thiếc                       | อานันทมหิดล (Ananda Mahidol) รัชกาลที่ ๘ (Triều đại thứ 8) | รัฐบาลไทย (Chính phủ Thái) ๑๐ สต. (10 satang) พ.ศ.๒๔๘๙ (BE 2489) | 1946                        |
|                             |                             | 25 satang                   | 21 × 1,5                    | 2,8                         | Thiếc                       | อานันทมหิดล (Ananda Mahidol) รัชกาลที่ ๘ (Triều đại thứ 8) | รัฐบาลไทย (Chính phủ Thái) ๒๕ สต. (25 satang) พ.ศ.๒๔๘๙ (BE 2489) | 1946                        |
|                             |                             | 50 satang                   | 25,5 × 1,5                  | 5                           | Thiếc                       | อานันทมหิดล (Ananda Mahidol) รัชกาลที่ ๘ (Triều đại thứ 8) | รัฐบาลไทย (Chính phủ Thái) ๕๐ สต. (50 satang) พ.ศ.๒๔๘๙ (BE 2489) | 1946                        |

#### Phát hành lần 12 - 1950
| Rama IX, Phát hành lần 12 | Rama IX, Phát hành lần 12 | Rama IX, Phát hành lần 12 | Rama IX, Phát hành lần 12 | Rama IX, Phát hành lần 12 | Rama IX, Phát hành lần 12 | Rama IX, Phát hành lần 12                                   | Rama IX, Phát hành lần 12                                       | Rama IX, Phát hành lần 12 |
| Hình ảnh                  | Hình ảnh                  | Giá trị                   | Kích thước (mm)           | Trọng lượng (g)           | Thành phần                | Dòng chữ, mô tả                                             | Dòng chữ, mô tả                                                 | Ngày phát hành            |
| Mặt phải                  | Mặt trái                  | Giá trị                   | Kích thước (mm)           | Trọng lượng (g)           | Thành phần                | Mặt phải                                                    | Mặt trái                                                        | Ngày phát hành            |
| ------------------------- | ------------------------- | ------------------------- | ------------------------- | ------------------------- | ------------------------- | ----------------------------------------------------------- | --------------------------------------------------------------- | ------------------------- |
|                           |                           | 5 satang                  | 15 × 1                    | 1,25                      | Đồng nhôm                 | ภูมิพลอดุลยเดช (Bhumibol Adunyadej) รัชกาลที่ ๙ (Triều đại thứ 9) | รัฐบาลไทย (Chính phủ Thái) ๕ สต. (5 satang) พ.ศ.๒๕๐๐ (BE 2500)   | 1950                      |
| Thiếc                     | 1950                      | 5 satang                  | 15 × 1                    | 1,25                      |                           | ภูมิพลอดุลยเดช (Bhumibol Adunyadej) รัชกาลที่ ๙ (Triều đại thứ 9) | รัฐบาลไทย (Chính phủ Thái) ๕ สต. (5 satang) พ.ศ.๒๕๐๐ (BE 2500)   |                           |
| Đồng                      | 1957                      | 5 satang                  | 15 × 1                    | 1,25                      |                           | ภูมิพลอดุลยเดช (Bhumibol Adunyadej) รัชกาลที่ ๙ (Triều đại thứ 9) | รัฐบาลไทย (Chính phủ Thái) ๕ สต. (5 satang) พ.ศ.๒๕๐๐ (BE 2500)   |                           |
|                           |                           | 10 satang                 | 17,5 × 1                  | 1,75                      | Đồng nhôm                 | ภูมิพลอดุลยเดช (Bhumibol Adunyadej) รัชกาลที่ ๙ (Triều đại thứ 9) | รัฐบาลไทย (Chính phủ Thái) ๑๐ สต. (10 satang) พ.ศ.๒๕๐๐ (BE 2500) | 1950                      |
| Thiếc                     | 1950                      | 10 satang                 | 17,5 × 1                  | 1,75                      |                           | ภูมิพลอดุลยเดช (Bhumibol Adunyadej) รัชกาลที่ ๙ (Triều đại thứ 9) | รัฐบาลไทย (Chính phủ Thái) ๑๐ สต. (10 satang) พ.ศ.๒๕๐๐ (BE 2500) |                           |
| Đồng                      | 1957                      | 10 satang                 | 17,5 × 1                  | 1,75                      |                           | ภูมิพลอดุลยเดช (Bhumibol Adunyadej) รัชกาลที่ ๙ (Triều đại thứ 9) | รัฐบาลไทย (Chính phủ Thái) ๑๐ สต. (10 satang) พ.ศ.๒๕๐๐ (BE 2500) |                           |
|                           |                           | 25 satang                 | 20 × 1                    | 2.5                       | Đồng nhôm                 | ภูมิพลอดุลยเดช (Bhumibol Adunyadej) รัชกาลที่ ๙ (Triều đại thứ 9) | รัฐบาลไทย (Chính phủ Thái) ๒๕ สต. (25 satang) พ.ศ.๒๕๐๐ (BE 2500) | 1950                      |
|                           |                           | 50 satang                 | 23 × 1,7                  | 4,5                       | Đồng nhôm                 | ภูมิพลอดุลยเดช (Bhumibol Adunyadej) รัชกาลที่ ๙ (Triều đại thứ 9) | รัฐบาลไทย (Chính phủ Thái) ๕๐ สต. (50 satang) พ.ศ.๒๕๐๐ (BE 2500) | 1950                      |
|                           |                           | 1 baht                    | 27 × 1,8                  | 7,15                      | Bạc-đồng niken            | ภูมิพลอดุลยเดช (Bhumibol Adunyadej) รัชกาลที่ ๙ (Triều đại thứ 9) | รัฐบาลไทย (Chính phủ Thái) หนึ่ง บาท (1 baht) พ.ศ.๒๕๐๕ (BE 2505)   | 1957                      |
| 7,5                       | Đồng nickel               | 1 baht                    | 27 × 1,8                  | 1962                      |                           | ภูมิพลอดุลยเดช (Bhumibol Adunyadej) รัชกาลที่ ๙ (Triều đại thứ 9) | รัฐบาลไทย (Chính phủ Thái) หนึ่ง บาท (1 baht) พ.ศ.๒๕๐๕ (BE 2505)   |                           |

#### Phát hành lần 13 - 1972
| Rama IX, Phát hành lần 13 | Rama IX, Phát hành lần 13 | Rama IX, Phát hành lần 13 | Rama IX, Phát hành lần 13 | Rama IX, Phát hành lần 13 | Rama IX, Phát hành lần 13 | Rama IX, Phát hành lần 13                                   | Rama IX, Phát hành lần 13                                   | Rama IX, Phát hành lần 13 |
| Hình ảnh                  | Hình ảnh                  | Giá trị                   | Kích thước (mm)           | Trọng lượng (g)           | Thành phần                | Dòng chữ, mô tả                                             | Dòng chữ, mô tả                                             | Ngày phát hành            |
| Mặt phải                  | Mặt trái                  | Giá trị                   | Kích thước (mm)           | Trọng lượng (g)           | Thành phần                | Mặt phải                                                    | Mặt trái                                                    | Ngày phát hành            |
| ------------------------- | ------------------------- | ------------------------- | ------------------------- | ------------------------- | ------------------------- | ----------------------------------------------------------- | ----------------------------------------------------------- | ------------------------- |
|                           |                           | 1 baht                    | 25 × 1,8                  | 7                         | Đồng nickel               | ภูมิพลอดุลยเดช (Bhumibol Adunyadej) รัชกาลที่ ๙ (Triều đại thứ 9) | รัฐบาลไทย (Chính phủ Thái) ๑ บาท (1 baht) พ.ศ.๒๕๑๗ (BE 2517) | 1972                      |
|                           |                           | 5 baht                    | 28 × 2,0                  | 9                         | Đồng nickel               | ภูมิพลอดุลยเดช (Bhumibol Adunyadej) รัชกาลที่ ๙ (Triều đại thứ 9) | รัฐบาลไทย (Chính phủ Thái) ๕ บาท (5 baht) พ.ศ.๒๕๑๕ (BE 2515) | 1972                      |

#### Phát hành lần 14 - 1977
| Rama IX, Phát hành lần 14 | Rama IX, Phát hành lần 14 | Rama IX, Phát hành lần 14 | Rama IX, Phát hành lần 14 | Rama IX, Phát hành lần 14 | Rama IX, Phát hành lần 14 | Rama IX, Phát hành lần 14                       | Rama IX, Phát hành lần 14               | Rama IX, Phát hành lần 14 |
| Hình ảnh                  | Hình ảnh                  | Giá trị                   | Kích thước (mm)           | Trọng lượng (g)           | Thành phần                | Dòng chữ, mô tả                                 | Dòng chữ, mô tả                         | Ngày phát hành            |
| Mặt phải                  | Mặt trái                  | Giá trị                   | Kích thước (mm)           | Trọng lượng (g)           | Thành phần                | Mặt phải                                        | Mặt trái                                | Ngày phát hành            |
| ------------------------- | ------------------------- | ------------------------- | ------------------------- | ------------------------- | ------------------------- | ----------------------------------------------- | --------------------------------------- | ------------------------- |
|                           |                           | 25 satang                 | 20,5 × 1,2                | 2,8                       | Đồng nhôm                 | ประเทศไทย (Thái Lan) รัชกาลที่ ๙ (Triều đại thứ 9) | ๒๕ สตางค์ (25 satang) พ.ศ.๒๕๒๐ (BE 2520) | 1977                      |
|                           |                           | 50 satang                 | 23 × 1,2                  | 4,9                       | Đồng nhôm                 | ประเทศไทย (Thái Lan) รัชกาลที่ ๙ (Triều đại thứ 9) | ๕๐ สตางค์ (50 satang) พ.ศ.๒๕๒๓ (BE 252)  | 1977                      |
|                           |                           | 1 baht                    | 25 × 1,8                  | 7                         | Đồng nickel               | ประเทศไทย (Thái Lan) รัชกาลที่ ๙ (Triều đại thứ 9) | ๑ บาท (1 baht) พ.ศ.๒๕๒๐(BE 2520)        | 1977                      |
|                           |                           | 5 baht                    | 30 × 2,3                  | 12                        | Đồng nickel mạ đồng       | ประเทศไทย (Thái Lan) รัชกาลที่ ๙ (Triều đại thứ 9) | ๕ บาท (5 baht) พ.ศ.๒๕๒๒(BE 2522)        | 1977                      |

#### Phát hành lần 15 - 1982
| Rama IX, Phát hành lần 15 | Rama IX, Phát hành lần 15 | Rama IX, Phát hành lần 15 | Rama IX, Phát hành lần 15 | Rama IX, Phát hành lần 15 | Rama IX, Phát hành lần 15 | Rama IX, Phát hành lần 15                                   | Rama IX, Phát hành lần 15                             | Rama IX, Phát hành lần 15 |
| Hình ảnh                  | Hình ảnh                  | Giá trị                   | Kích thước (mm)           | Trọng lượng (g)           | Thành phần                | Dòng chữ, mô tả                                             | Dòng chữ, mô tả                                       | Ngày phát hành            |
| Mặt phải                  | Mặt trái                  | Giá trị                   | Kích thước (mm)           | Trọng lượng (g)           | Thành phần                | Mặt phải                                                    | Mặt trái                                              | Ngày phát hành            |
| ------------------------- | ------------------------- | ------------------------- | ------------------------- | ------------------------- | ------------------------- | ----------------------------------------------------------- | ----------------------------------------------------- | ------------------------- |
|                           |                           | 1 baht                    | 25 × 1,8                  | 7                         | Đồng nickel               | ภูมิพลอดุลยเดช (Bhumibol Adunyadej) รัชกาลที่ ๙ (Triều đại thứ 9) | ประเทศไทย (Thái Lan) ๑ บาท (1 baht) พ.ศ.๒๕๒๕(BE 2525) | 1982                      |
|                           |                           | 5 baht                    | 30 × 2,3                  | 12                        | Đồng nickel mạ đồng       | ภูมิพลอดุลยเดช (Bhumibol Adunyadej) รัชกาลที่ ๙ (Triều đại thứ 9) | ประเทศไทย (Thái Lan) ๕ บาท (5 baht) พ.ศ.๒๕๒๕(BE 2525) | 1982                      |

#### Phát hành lần 16 – 1987, 1988, 2005, 2008
| Rama IX, Phát hành lần 16 | Rama IX, Phát hành lần 16 | Rama IX, Phát hành lần 16 | Rama IX, Phát hành lần 16 | Rama IX, Phát hành lần 16 | Rama IX, Phát hành lần 16                 | Rama IX, Phát hành lần 16                                   | Rama IX, Phát hành lần 16                                       | Rama IX, Phát hành lần 16 |
| Hình ảnh                  | Hình ảnh                  | Giá trị                   | Kích thước (mm)           | Trọng lượng (g)           | Thành phần                                | Dòng chữ, mô tả                                             | Dòng chữ, mô tả                                                 | Ngày phát hành            |
| Mặt phải                  | Mặt trái                  | Giá trị                   | Kích thước (mm)           | Trọng lượng (g)           | Thành phần                                | Mặt phải                                                    | Mặt trái                                                        | Ngày phát hành            |
| ------------------------- | ------------------------- | ------------------------- | ------------------------- | ------------------------- | ----------------------------------------- | ----------------------------------------------------------- | --------------------------------------------------------------- | ------------------------- |
|                           |                           | 25 satang                 | 16 × 1,35                 | 1,9                       | Đồng nhôm                                 | ภูมิพลอดุลยเดช (Bhumibol Adunyadej) รัชกาลที่ ๙ (Triều đại thứ 9) | ประเทศไทย (Thái Lan) ๒๕ สตางค์ 25 (25 satang) พ.ศ.๒๕๕๑ (BE 2551) | 1987                      |
| Thép mạ đồng              | 2008                      | 25 satang                 | 16 × 1,35                 | 1,9                       |                                           | ภูมิพลอดุลยเดช (Bhumibol Adunyadej) รัชกาลที่ ๙ (Triều đại thứ 9) | ประเทศไทย (Thái Lan) ๒๕ สตางค์ 25 (25 satang) พ.ศ.๒๕๕๑ (BE 2551) |                           |
|                           |                           | 50 satang                 | 18 × 1,35                 | 2,4                       | Đồng nhôm                                 | ภูมิพลอดุลยเดช (Bhumibol Adunyadej) รัชกาลที่ ๙ (Triều đại thứ 9) | ประเทศไทย (Thái Lan) ๕๐ สตางค์ 50 (50 satang) พ.ศ.๒๕๕๑ (BE 2551) | 1987                      |
| Thép mạ đồng              | 2008                      | 50 satang                 | 18 × 1,35                 | 2,4                       |                                           | ภูมิพลอดุลยเดช (Bhumibol Adunyadej) รัชกาลที่ ๙ (Triều đại thứ 9) | ประเทศไทย (Thái Lan) ๕๐ สตางค์ 50 (50 satang) พ.ศ.๒๕๕๑ (BE 2551) |                           |
|                           |                           | 1 baht                    | 20 × 1,5                  | 3.4                       | Đồng nickel                               | ภูมิพลอดุลยเดช (Bhumibol Adunyadej) รัชกาลที่ ๙ (Triều đại thứ 9) | ประเทศไทย (Thái Lan) ๑ บาท (1 baht) พ.ศ.๒๕๔๒ (BE 2542)          | 1987                      |
| 3                         | Thép mạ niken             | 1 baht                    | 20 × 1,5                  | 2009                      |                                           | ภูมิพลอดุลยเดช (Bhumibol Adunyadej) รัชกาลที่ ๙ (Triều đại thứ 9) | ประเทศไทย (Thái Lan) ๑ บาท (1 baht) พ.ศ.๒๕๔๒ (BE 2542)          |                           |
|                           |                           | 2 baht                    | 21,75 × 1,8               | 4,4                       | Thép mạ niken                             | ภูมิพลอดุลยเดช (Bhumibol Adunyadej) รัชกาลที่ ๙ (Triều đại thứ 9) | ประเทศไทย (Thái Lan) ๒ บาท 2 (2 baht) พ.ศ.๒๕๔๙ (BE 2549)        | 2005                      |
|                           |                           | 2 baht                    | 21,75 × 1,5               | 4                         | Đồng-đồng thau-niken                      | ภูมิพลอดุลยเดช (Bhumibol Adunyadej) รัชกาลที่ ๙ (Triều đại thứ 9) | ประเทศไทย (Thái Lan) ๒ บาท 2 (2 baht) พ.ศ.๒๕๕๖ (BE 2556)        | 2008                      |
|                           |                           | 5 baht                    | 24 × 2,2                  | 7,5                       | Đồng nickel mạ đồng                       | ภูมิพลอดุลยเดช (Bhumibol Adunyadej) รัชกาลที่ ๙ (Triều đại thứ 9) | ประเทศไทย (Thái Lan) ๕ บาท (5 baht) พ.ศ.๒๕๓๐ (BE 2530)          | 1987                      |
|                           |                           | 5 baht                    | 24 × 2,2                  | 7,5                       | Đồng nickel mạ đồng                       | ภูมิพลอดุลยเดช (Bhumibol Adunyadej) รัชกาลที่ ๙ (Triều đại thứ 9) | ประเทศไทย(Thái Lan) ๕ บาท (5 baht) พ.ศ.๒๕๕๕ (BE 2555)           | 1988                      |
| 24 × 1,75                 | 6                         | 5 baht                    | 2008                      |                           | Đồng nickel mạ đồng                       | ภูมิพลอดุลยเดช (Bhumibol Adunyadej) รัชกาลที่ ๙ (Triều đại thứ 9) | ประเทศไทย(Thái Lan) ๕ บาท (5 baht) พ.ศ.๒๕๕๕ (BE 2555)           |                           |
|                           |                           | 10 baht                   | 26 × 2.15                 | 8.5                       | Đồng nhôm trung tâm Đồng niken vòng ngoài | ภูมิพลอดุลยเดช (Bhumibol Adunyadej) รัชกาลที่ ๙ (Triều đại thứ 9) | ประเทศไทย(Thái Lan) ๑๐ บาท 10 (10 baht) พ.ศ.๒๕๕๕ (BE 2555)      | 1987                      |
| 2008                      |                           | 10 baht                   | 26 × 2.15                 | 8.5                       | Đồng nhôm trung tâm Đồng niken vòng ngoài | ภูมิพลอดุลยเดช (Bhumibol Adunyadej) รัชกาลที่ ๙ (Triều đại thứ 9) | ประเทศไทย(Thái Lan) ๑๐ บาท 10 (10 baht) พ.ศ.๒๕๕๕ (BE 2555)      |                           |

### Đồng tiền hiện tại
Vào năm 2008, Bộ Tài chính và Sở đúc tiền Hoàng gia Thái Lan công bố đồng xu sê ri 2009, bao gồm thay đổi vật liệu để tiết kiệm chi phí sản xuất cũng như cập nhật hình ảnh Đức vua hiện tại trên mặt phải. Đồng xu hai baht, có màu sắc và kích thước tương tự gây nhầm nhẫn với đồng xu một baht, đã được thay đổi từ thép cacbon thấp mạ niken thành đồng nhôm. Đồng xu hai baht mới lần đầu tiên phát hành trong chuỗi sê ri mới vào ngày 3 tháng 2 năm 2009, tiếp theo đó là đồng xu satang vào tháng 4, đồng xu năm baht vào tháng 5, đồng xu mười baht vào tháng 6, và đồng xu một baht vào tháng 7 năm 2009.
Vào năm 2018, Sở đúc tiền Hoàng gia Thái Lan và Bộ Tài chính phát hành sê ri mới của đồng xu, các thông số kỹ thuật tương tự với chuẩn cũ, nhưng chân dung thay thế ảnh chân dung vua Maha Vajiralongkorn tại vị.

#### Phát hành lần thứ 16 – 1987, 2009
| 1 satang 1  | 15 mm    | 0,5 g | 97,5% Nhôm, 2,5% Magiê                      | Vua Bhumibol Adulyadej | Wat Phra That Hariphunchai, Lamphun     | 1987 |
| 1 satang 1  | 15 mm    | 0,5 g | 99% Nhôm                                    | Vua Bhumibol Adulyadej | Wat Phra That Hariphunchai, Lamphun     | 2008 |
| 5 satang 1  | 16 mm    | 0,6 g | 97,5% Nhôm, 2,5% Magiê                      | Vua Bhumibol Adulyadej | Wat Phra Pathom Chedi, Nakhon Pathom    | 1987 |
| 5 satang 1  | 16,5 mm  | 0,6 g | 99% Nhôm                                    | Vua Bhumibol Adulyadej | Wat Phra Pathom Chedi, Nakhon Pathom    | 2008 |
| 10 satang 1 | 17,5 mm  | 0,8 g | 97,5% Nhôm, 2,5% Magiê                      | Vua Bhumibol Adulyadej | Wat Phra That Choeng Chum, Sakon Nakhon | 1987 |
| 10 satang 1 | 17,5 mm  | 0,8 g | 99% Nhôm                                    | Vua Bhumibol Adulyadej | Wat Phra That Choeng Chum, Sakon Nakhon | 2008 |
| 25 satang   | 16 mm    | 1,9 g | Đồng nhôm                                   | Vua Bhumibol Adulyadej | Wat Phra Mahathat, Nakhon Si Thammarat  | 1987 |
| 25 satang   | 16 mm    | 1,9 g | Thép mạ đồng                                | Vua Bhumibol Adulyadej | Wat Phra Mahathat, Nakhon Si Thammarat  | 2008 |
| 50 satang   | 18 mm    | 2,4 g | Đồng nhôm                                   | Vua Bhumibol Adulyadej | Wat Phra That Doi Suthep, Chiang Mai    | 1987 |
| 50 satang   | 18 mm    | 2,4 g | Thép mạ đồng                                | Vua Bhumibol Adulyadej | Wat Phra That Doi Suthep, Chiang Mai    | 2008 |
| 1 baht      | 20 mm    | 3,4 g | Đồng nickel (1986–2008)                     | Vua Bhumibol Adulyadej | Wat Phra Kaew, Bangkok                  | 1986 |
| 1 baht      | 20 mm    | 3 g   | Thép mạ niken (2008–nay)                    | Vua Bhumibol Adulyadej | Wat Phra Kaew, Bangkok                  | 2008 |
| 2 baht      | 21,75 mm | 4,4 g | Thép cacbon thấp mạ niken                   | Vua Bhumibol Adulyadej | Wat Saket, Bangkok                      | 2005 |
| 2 baht      | 21.75 mm | 4 g   | Đồng nhôm                                   | Vua Bhumibol Adulyadej | Wat Saket, Bangkok                      | 2008 |
| 5 baht      | 24 mm    | 7,5 g | Đồng mạ đồng nickel                         | Vua Bhumibol Adulyadej | Wat Benchamabophit, Bangkok             | 1988 |
| 5 baht      | 24 mm    | 6 g   | Đồng mạ đồng nickel                         | Vua Bhumibol Adulyadej | Wat Benchamabophit, Bangkok             | 2008 |
| 10 baht     | 26 mm    | 8,5 g | Vòng ngoài: Đồng nickel Vòng tâm: Đồng nhôm | Vua Bhumibol Adulyadej | Wat Arun, Bangkok                       | 1988 |
| 10 baht     | 26 mm    | 8,5 g | Vòng ngoài: Đồng nickel Vòng tâm: Đồng nhôm | Vua Bhumibol Adulyadej | Wat Arun, Bangkok                       | 2008 |

#### Phát hành lần thứ 17 - 2018
| Đồng xu của baht Thái (Rama X) | Đồng xu của baht Thái (Rama X)              | Đồng xu của baht Thái (Rama X) | Đồng xu của baht Thái (Rama X) | Đồng xu của baht Thái (Rama X) |
| Giá trị                        | Thành phần                                  | Miêu tả                        | Miêu tả                        | Ngày đúc đầu tiên              |
| Giá trị                        | Thành phần                                  | Mặt trước                      | Mặt sau                        | Ngày đúc đầu tiên              |
| ------------------------------ | ------------------------------------------- | ------------------------------ | ------------------------------ | ------------------------------ |
| 1 satang                       | Nhôm                                        | Vua Maha Vajiralongkorn        | Chữ lồng Maha Vajiralongkorn   | 2018                           |
| 5 satang                       | Nhôm                                        | Vua Maha Vajiralongkorn        | Chữ lồng Maha Vajiralongkorn   | 2018                           |
| 10 satang                      | Nhôm                                        | Vua Maha Vajiralongkorn        | Chữ lồng Maha Vajiralongkorn   | 2018                           |
| 25 satang                      | Thép mạ đồng                                | Vua Maha Vajiralongkorn        | Chữ lồng Maha Vajiralongkorn   | 2018                           |
| 50 satang                      | Thép mạ đồng                                | Vua Maha Vajiralongkorn        | Chữ lồng Maha Vajiralongkorn   | 2018                           |
| 1 baht                         | Nickel-plated steel                         | Vua Maha Vajiralongkorn        | Chữ lồng Maha Vajiralongkorn   | 2018                           |
| 2 baht                         | Đồng nhôm                                   | Vua Maha Vajiralongkorn        | Chữ lồng Maha Vajiralongkorn   | 2018                           |
| 5 baht                         | Đồng mạ Đồng nickel                         | Vua Maha Vajiralongkorn        | Chữ lồng Maha Vajiralongkorn   | 2018                           |
| 10 baht                        | Vòng ngoài: Đồng nickel Vòng tâm: Đồng nhôm | Vua Maha Vajiralongkorn        | Chữ lồng Maha Vajiralongkorn   | 2018                           |

## Tiền giấy
Vào năm 1851, chính phủ đã phát hành tiền giấy 1⁄8, 1⁄4, 3⁄8, 1⁄2 và 1 tical, tiếp theo đó là 3, 4, 6 và 10 tamlueng vào năm 1853. Sau năm 1857, tiền giấy 20 và 40 tical đã được phát hành. Những tờ tiền không ghi ngày 5, 7, 8, 12 và 15 tamlueng, và 1 chang cũng được phát hành trước năm 1868. Tiền giấy một att được phát hành vào năm 1874.
Vào năm 1892, kho bạc đã phát hành tiền giấy 1, 5, 10, 40, 80, 100, 400 và 800 tical, gọi là "baht" trong văn bản Thái.
Vào ngày 19 tháng 9 năm 1902, chính phủ giới thiệu tiền giấy được in bởi Thomas De La Rue & Company Limited, England, dưới thời trị vì của vua Rama V và Rama VI, mệnh giá 5, 10, 20, 100 và 1000 tical, vẫn được gọi là baht trong văn bản Thái — mỗi mệnh giá có nhiều loại, với tiền giấy 1 và 50 tical được phát hành vào năm 1918. Vào năm 1925, tiền giấy phát hành các mệnh giá 1, 5, 10, 20, 100 và 1.000 baht với các mệnh giá trong chữ số Ả Rập và Thái không có ký tự tiếng Anh; Tiếng Anh tiếp tục gọi nó là "tical".
Vào ngày 27 tháng 7 năm 2010, Ngân hàng Thái Lan công bố rằng tiền giấy sê ri thứ 16 bắt đầu thông hành vào tháng 12 năm 2010. Vào ngày 9 tháng 8 năm 2012, Ngân hàng Thái Lan phát hành tiền giấy mệnh giá mới, 80 baht, nhân ngày sinh nhật lần thứ 80 của Vương hậu Sirikit. Nó là tiền giấy đầu tiên của Thái có tính năng bảo mật Crane's MOTION.
Năm 2017, Ngân hàng Thái Lan phát hành dòng tiền giấy mới để tưởng nhớ vị vua quá cố Bhumibol Adulyadej (Rama IX). Tiền giấy có kích thước và thông số giống với "Sê ri 16", với thiết kế mặt trước giống sê ri cũ, nhưng mặt sau thiết kế lại hình ảnh cuộc đời vua lúc thơ ấu, thiếu niên và trưởng thành. Dòng tiền giấy mới được phát hành vào ngày 20 tháng 9.
Năm 2018, Ngân hàng Thái Lan phát hành dòng tiền giấy mới với ảnh chân dung của Vua Maha Vajiralongkorn tại vị.
Màu sắc chính và thông số vẫn giống như trước, với mặt sau là hình ảnh của Vua Thái Lan từ quá khứ đến hiện tại. Tiền giấy 20, 50 và 100 baht được phát hành trong ngày Ngày lễ tưởng nhớ Chakri, ngày 6 tháng 4 năm 2018. Với mệnh giá 500 và 1.000 baht được phát hành vào lễ kỷ niệm ngày sinh của Vua Maha Vajiralongkorn, ngày 28 tháng 7 năm 2018.

### 2003-nay (Sê ri 14 đến Sê ri 17) sau Triều đại Rama 9 và Rama 10
| Tiền giấy sê ri thứ 14   | Tiền giấy sê ri thứ 14 | Tiền giấy sê ri thứ 14 | Tiền giấy sê ri thứ 14 | Tiền giấy sê ri thứ 14 | Tiền giấy sê ri thứ 14    |
| Giá trị                  | Kích thước             | Màu chính              | Mô tả | Mô tả | Ngày phát hành            |
| Giá trị                  | Kích thước             | Màu chính              | Mặt phải | Mặt trái | Ngày phát hành            |
| ------------------------ | ---------------------- | ---------------------- | --- | --- | ------------------------- |
| 100 baht                 | 150 × 72 mm            | Đỏ                     | Vua Bhumibol Adulyadej trong quân phục của người chỉ huy tối cao của Quân đội Thái Lan                                          | Vua Chulalongkorn (Rama V) và Vua Mongkut (Rama IV) | 1994-2003                 |
| 500 baht                 | 156 × 72 mm            | Tím                    | Vua Bhumibol Adulyadej trong quân phục của người chỉ huy tối cao của Quân đội Thái Lan                                          | Vua Phra Buddha Yodfa Chulaloke (Rama I) và Phra Buddha Loetla Nabhalai (Rama II)                                                                               | 1996-2001                 |
| 1.000 baht               | 162 × 72 mm            | Bạc                    | Vua Bhumibol Adulyadej trong quân phục của người chỉ huy tối cao của Quân đội Thái Lan                                          | Vua Bhumibol Adulyadej (Rama IX) và Vương hậu Sirikit | 1992-2005                 |
| Tiền giấy sê ri thứ 15   |                        |                        | | |                           |
| Giá trị                  | Kích thước             | Màu chính              | Mô tả | Mô tả | Ngày phát hành            |
| Giá trị                  | Kích thước             | Màu chính              | Mặt phải | Mặt trái | Ngày phát hành            |
| 20 baht                  | 138 × 72 mm            | Xanh lá                | Vua Bhumibol Adulyadej trong quân phục của người chỉ huy tối cao của Quân đội Thái Lan                                          | Vua Ananda Mahidol (Rama VIII) | Ngày 3 tháng 3 năm 2003   |
| 50 baht                  | 144 × 72 mm            | Xanh dương             | Vua Bhumibol Adulyadej trong quân phục của người chỉ huy tối cao của Quân đội Thái Lan                                          | Vua Mongkut (Rama IV) | Ngày 19 tháng 3 năm 2004  |
| 100 baht                 | 150 × 72 mm            | Đỏ                     | Vua Bhumibol Adulyadej trong quân phục của người chỉ huy tối cao của Quân đội Thái Lan                                          | Vua Chulalongkorn (Rama V) và Vua Vajiravudh (Rama VI) | Ngày 21 tháng 10 năm 2005 |
| 500 baht                 | 156 × 72 mm            | Tím                    | Vua Bhumibol Adulyadej trong quân phục của người chỉ huy tối cao của Quân đội Thái Lan                                          | Vua Nangklao (Rama III) | Ngày 1 tháng 8 năm 2001   |
| 1,000 baht               | 162 × 72 mm            | Nâu                    | Vua Bhumibol Adulyadej trong quân phục của người chỉ huy tối cao của Quân đội Thái Lan                                          | Vua Bhumibol Adulyadej; Pa Sak Jolasid Dam | Ngày 25 tháng 11 năm 2005 |
| Tiền giấy sê ri thứ 16** |                        |                        | | |                           |
| Giá trị                  | Kích thước             | Màu chính              | Mô tả | Mô tả | Ngày phát hành            |
| Giá trị                  | Kích thước             | Màu chính              | Mặt phải | Mặt trái | Ngày phát hành            |
| 20 baht                  | 138 × 72 mm            | Xanh lá                | Vua Bhumibol Adulyadej trong trang phục Hoàng gia Chakri                                                                        | Vua Ram Khamhaeng Đại đế trên tượng đài ngai vàng Manangkhasila Asana; phát minh ra chữ Thái; tấm bia Ramkhamhaeng                                              | Ngày 1 tháng 4 năm 2013   |
| 50 baht                  | 144 × 72 mm            | Xanh dương             | Vua Bhumibol Adulyadej trong trang phục Hoàng gia Chakri                                                                        | Tượng Vua Naresuan Đại đế rót nước vào bản tuyên ngôn độc lập; Tượng của vua Naresuan Đại đế trên voi chiến; đền Phra Chedi Chai Mongkol                        | Ngày 18 tháng 1 năm 2012  |
| 100 baht                 | 150 × 72 mm            | Đỏ                     | Vua Bhumibol Adulyadej trong trang phục Hoàng gia Chakri                                                                        | Tượng Vua Taksin Đại đế tại vòng xoay Wongwian Yai; Phra Ratchawang Doem (Lâu đài Vua Taksin); Pháo đài Wichai Prasit Thonburi                                  | Ngày 26 tháng 2 năm 2015  |
| 500 baht                 | 156 × 72 mm            | Tím                    | Vua Bhumibol Adulyadej trong trang phục Hoàng gia Chakri                                                                        | Tượng Vua Buddha Yodfa Chulalok Đại đế (Vua Rama I); Wat Phra Chetuphon Vimolmangklararm Rajwaramahaviharn (Wat Pho); pháo đài Phra Sumen (Tường thành Bangkok) | Ngày 12 tháng 5 năm 2014  |
| 1.000 baht               | 162 × 72 mm            | Nâu                    | Vua Bhumibol Adulyadej trong trang phục Hoàng gia Chakri                                                                        | Tượng Vua Chunla Chom Klao Đại đế (Vua Rama V); ngai vàng Ananta Samakhom, tượng vua Dusit, chấm dứt chế độ nô lệ ở Xiêm                                        | Ngày 21 tháng 8 năm 2015  |
| Tiền giấy sê ri thứ 17   |                        |                        | | |                           |
| Giá trị                  | Kích thước             | Màu chính              | Mô tả | Mô tả | Ngày phát hành            |
| Giá trị                  | Kích thước             | Màu chính              | Mặt phải | Mặt trái | Ngày phát hành            |
| 20 baht                  | 138 × 72 mm            | Xanh lá                | Vua Maha Vajiralongkorn trong quân phục người chỉ huy tối cao Không quân Hoàng gia Thái Lan và đeo Huân chương chín viên đá quý | Vua Phra Buddha Yodfa Chulaloke (Rama I) và Phra Buddha Loetla Nabhalai (Rama II)                                                                               | Ngày 6 tháng 4 năm 2018   |
| 50 baht                  | 144 × 72 mm            | Xanh dương             | Vua Maha Vajiralongkorn trong quân phục người chỉ huy tối cao Không quân Hoàng gia Thái Lan và đeo Huân chương chín viên đá quý | Vua Nangklao (Rama III) và Mongkut (Rama IV) | Ngày 6 tháng 4 năm 2018   |
| 100 baht                 | 150 × 72 mm            | Đỏ                     | Vua Maha Vajiralongkorn trong quân phục người chỉ huy tối cao Không quân Hoàng gia Thái Lan và đeo Huân chương chín viên đá quý | Vua Chulalongkorn (Rama V) và Vajiravudh (Rama VI) | Ngày 6 tháng 4 năm 2018   |
| 500 baht                 | 156 × 72 mm            | Tím                    | Vua Maha Vajiralongkorn trong quân phục người chỉ huy tối cao Không quân Hoàng gia Thái Lan và đeo Huân chương chín viên đá quý | Vua Prajadhipok (Rama VII) và Ananda Mahidol (Rama VIII) | Ngày 28 tháng 7 năm 2018  |
| 1,000 baht               | 162 × 72 mm            | Nâu                    | Vua Maha Vajiralongkorn trong quân phục người chỉ huy tối cao Không quân Hoàng gia Thái Lan và đeo Huân chương chín viên đá quý | Vua Bhumibol Adulyadej (Rama IX) và Maha Vajiralongkorn (Rama X)                                                                                                | Ngày 28 tháng 7 năm 2018  |

### 1948-2003 (Sê ri 9 đến Sê ri 13) trước Triều đại Rama 9

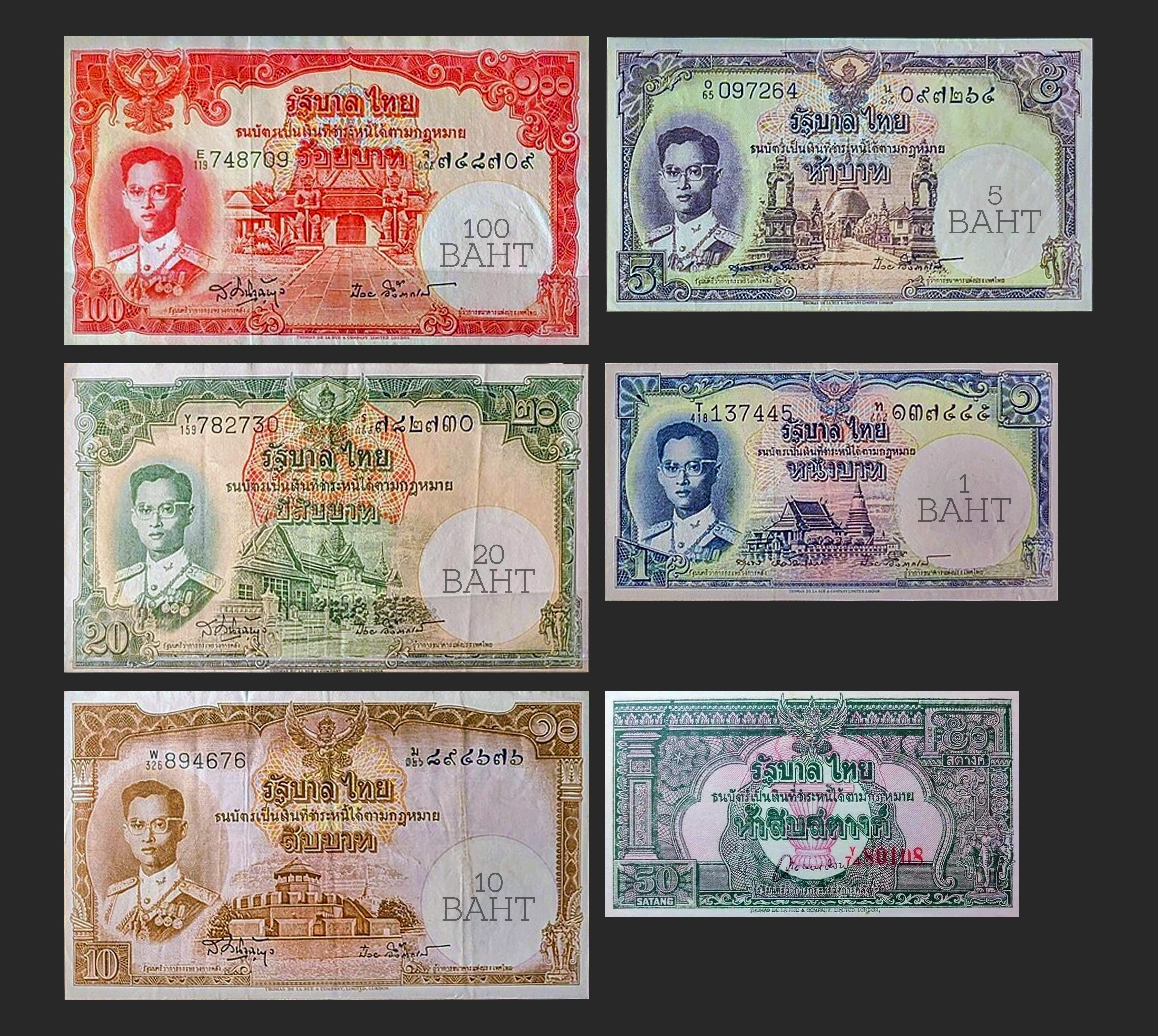
Sê ri 9
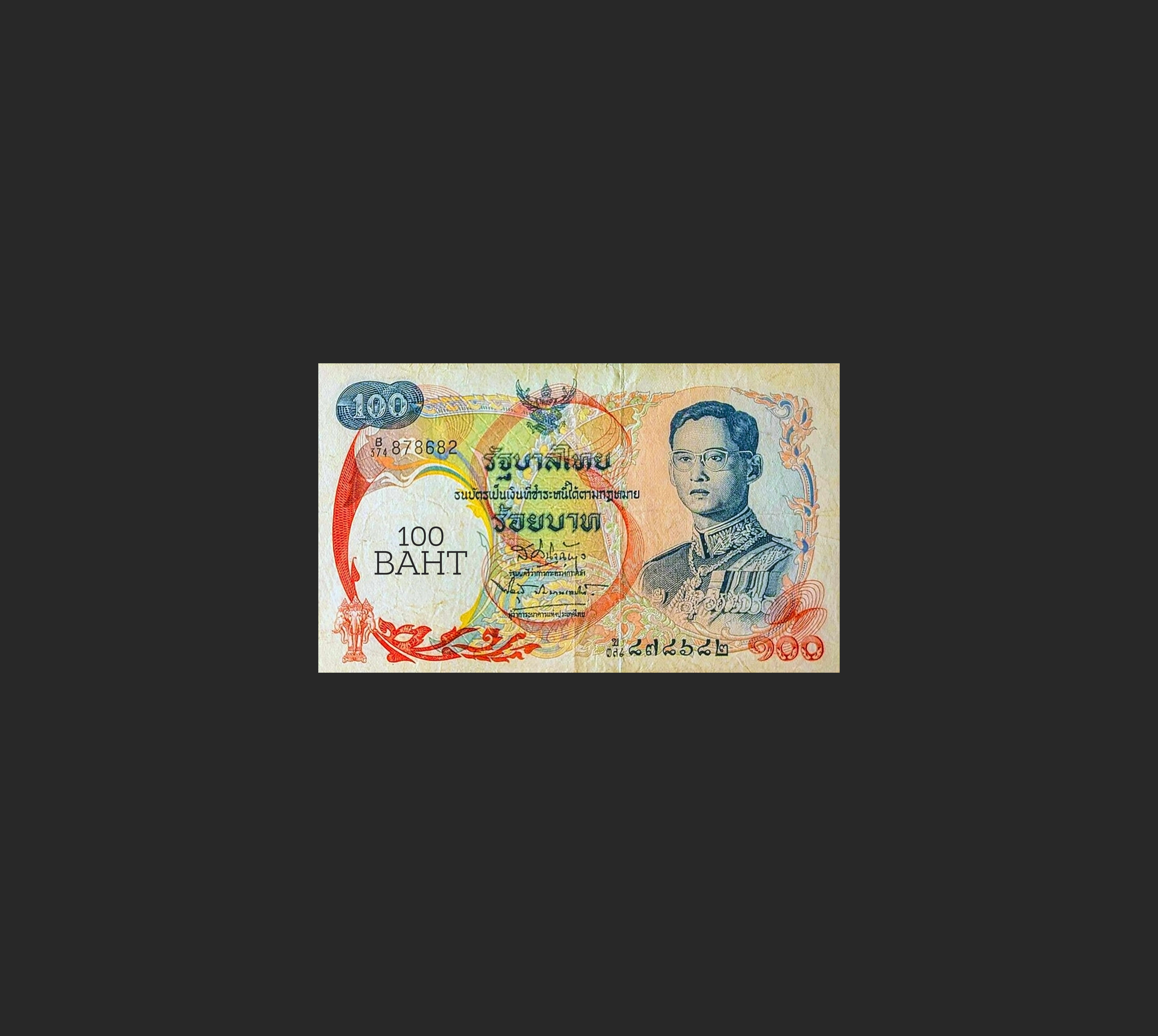
Sê ri 10
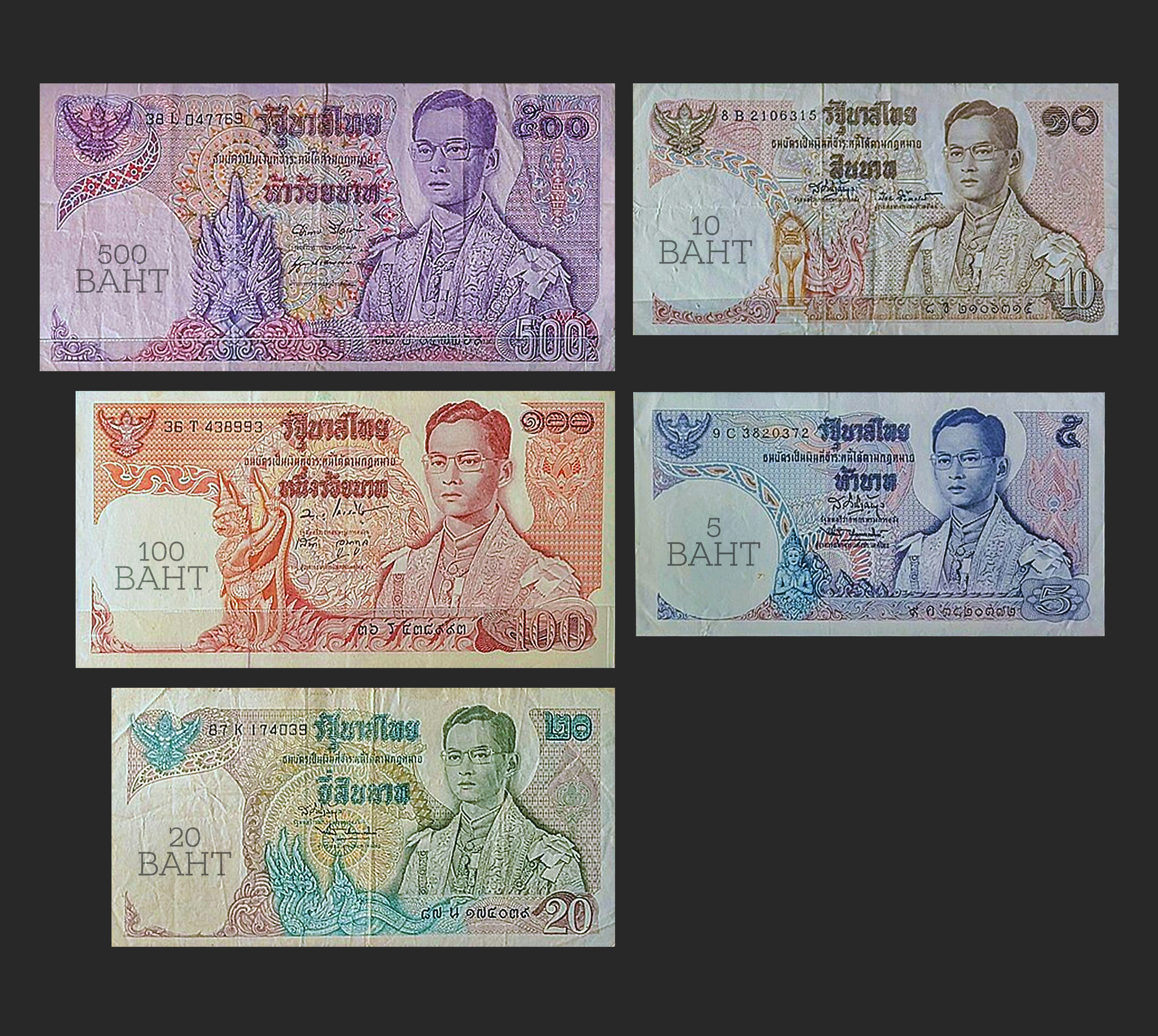
Sê ri 11

Những hình ảnh tiền giấy này được cho phép theo quy định miễn trừ vi phạm bản quyền nghiêm ngặt theo Chương 1: Bản quyền, Phần 6: Ngoại lệ đối với hành vi vi phạm bản quyền, Điều 7 của Đạo luật Bản quyền B.E. 2537 (1994) Được sửa đổi bởi Đạo luật Bản quyền (NO. 2) B.E. 2558 (2015), và Đạo luật Bản quyền (NO.3) B.E. 2558 (2015) và Đạo luật Bản quyền (NO.4) B.E. 2561 (2018): sao chép, phỏng theo một phần tác phẩm hoặc rút gọn hoặc làm bản tóm tắt của giáo viên hoặc cơ sở giáo dục để phân phối hoặc bán cho học sinh trong lớp hoặc trong cơ sở giáo dục với điều kiện hành vi đó không nhằm mục đích lợi nhuận;
Để phục vụ như một tài liệu giáo dục, chỉ hiển thị một mặt, và bất kỳ trong sê ri 13 đều được bỏ qua.

#### Sê ri 9

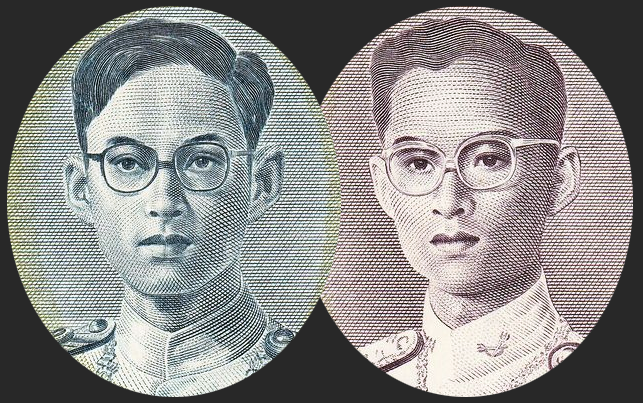
Ảnh khác biệt chân dung trên tiền giấy Sê ri 9, chân dung lúc trẻ (trái), chân dung mới (phải)

Tiền giấy sê ri 9 được sản xuất bởi Thomas De La Rue & Company Limited. Nó bao gồm hai biến thể với ảnh chân dung lúc trẻ và mới. Theo Ngân hàng Thái Lan, cách phối màu trên sê ri được thiết lập cho các mệnh giá cho các dòng sê ri sau này do dòng sê ri này đã được lưu hành được 20 năm.
| 50 satang | 115 × 63 mm | Xanh lá        | Hiến pháp Xiêm                                                                                                 | Phra Samut Chedi         | 1948-1969            |
| 1 baht    | 126 × 66 mm | Xanh lá        | Vua Bhumibol Adulyadej trong quân phục của người chỉ huy tối cao của Quân đội Thái Lan, và Wat Pho             | Đại cung Ananta Samakhom | 1948-1955; 1955-1969 |
| 5 baht    | 136 × 77 mm | Xanh lá và xám | Vua Bhumibol Adulyadej trong quân phục của người chỉ huy tối cao của Quân đội Thái Lan, và Phra Pathomma Chedi | Đại cung Ananta Samakhom | 1948-1955; 1955-1969 |
| 10 baht   | 146 × 86 mm | Nâu            | Vua Bhumibol Adulyadej trong quân phục của người chỉ huy tối cao của Quân đội Thái Lan, và Pháo đài Pharakarn  | Đại cung Ananta Samakhom | 1948-1953; 1953-1969 |
| 20 baht   | 146 × 86 mm | Xanh lá        | Vua Bhumibol Adulyadej trong quân phục của người chỉ huy tối cao của Quân đội Thái Lan, và Cung điện           | Đại cung Ananta Samakhom | 1948-1955; 1955-1971 |
| 100 baht  | 145 × 86 mm | Đỏ             | Vua Bhumibol Adulyadej trong quân phục của người chỉ huy tối cao của Quân đội Thái Lan, và Wat Arun            | Đại cung Ananta Samakhom | 1948-1955; 1955-1968 |

#### Sê ri 10
Tiền giấy Sê ri 10 được sản xuất bởi Thomas De La Rue & Company Limited, do bị làm giả nhiều, sê ri 10 được phát hành để thay thế cho sê ri 9. Mệnh giá duy nhất được phát hành trong loạt tiền này là 100 baht.
| 100 baht | 145 × 86 mm | Đỏ | Vua Bhumibol Adulyadej trong quân phục | Huy hiệu hoàng gia "Suphannahong" | 1968-1969 |

#### Sê ri 11
Trong sê ri này, lần đầu tiên tiền giấy 500 baht được giới thiệu, điều này trùng hợp với việc Ngân hàng Thái Lan hoàn toàn chuyển đổi thành sản xuất trong nước. Kết quả là, việc sản xuất tiền giấy 1 baht bị hủy bỏ.
| 5 baht   | 130 × 67.5 mm | Tím     | Vua Bhumibol Adulyadej trong trang phục đầy đủ | The Arphonphimoke Prasat Pavilion      | 1969-1978 |
| 10 baht  | 135 × 70 mm   | Nâu     | Vua Bhumibol Adulyadej trong trang phục đầy đủ | Wat Benchamabophit                     | 1969-1978 |
| 20 baht  | 140 × 72 mm   | Xanh lá | Vua Bhumibol Adulyadej trong trang phục đầy đủ | Huy chương hoàng gia "Anantanakkharat" | 1971-1978 |
| 100 baht | 150 × 77 mm   | Đỏ      | Vua Bhumibol Adulyadej trong trang phục đầy đủ | Wat Phra Si Rattana Satsadaram         | 1969-1978 |
| 500 baht | 160 × 80 mm   | Tím     | Vua Bhumibol Adulyadej trong trang phục đầy đủ | Phra Prang Sam Yod                     | 1975-1988 |

#### Sê ri 12 & 13
Sê ri 12 và 13 nhằm mục đích tôn vinh các vị vua Thái trong quá cố, Ngân hàng Thái Lan gọi nó là "The Great Series". Việc sản xuất tiền giấy 5 baht bị hủy bỏ. Tiền giấy 50 baht và 500 baht như một phần của sê ri 13, và được phát hành để kỷ niệm lễ kỷ niệm 200 năm thành lập Bangkok vào năm 1982, mặc dù việc sản xuất đã phải trì hoãn để lắp đặt máy in mới.
| 10 baht           | 132 × 69 mm | Nâu                | Vua Bhumibol Adulyadej trong quân phục                                                 | Tượng Vua Chulalongkorn cưỡi ngựa                                        | 1978-2003 |
| 20 baht           | 139 × 72 mm | Xanh lá            | Vua Bhumibol Adulyadej trong quân phục                                                 | Tượng Vua Taksin tại Chantaburi                                          | 1978-2003 |
| 50 baht           | 144 × 72 mm | Xanh dương         | Vua Bhumibol Adulyadej trong trang phục đầy đủ                                         | Đại cung Ananta Samakhom, lễ đăng quang của vua Rama VII Prajadhipok     | 1985-1996 |
| 50 baht (polymer) | 144 × 72 mm | Xanh dương và vàng | Vua Bhumibol Adulyadej trong trang phục đầy đủ                                         | Đại cung Ananta Samakhom, lễ đăng quang của nhà vua Rama VII Prajadhipok | 1996-1997 |
| 100 baht          | 154 × 80 mm | Đỏ                 | Vua Bhumibol Adulyadej trong quân phục                                                 | Vua Naresuan Đại đế trên voi chiến                                       | 1978-1994 |
| 500 baht          | 160 × 80 mm | Tím                | Vua Bhumibol Adulyadej trong quân phục của người chỉ huy tối cao của Quân đội Thái Lan | Tượng Vua Rama I                                                         | 1988-1996 |

### 1935-1948 (Sê ri 3 Loại II đến Sê ri 8) Triều đại Rama 8

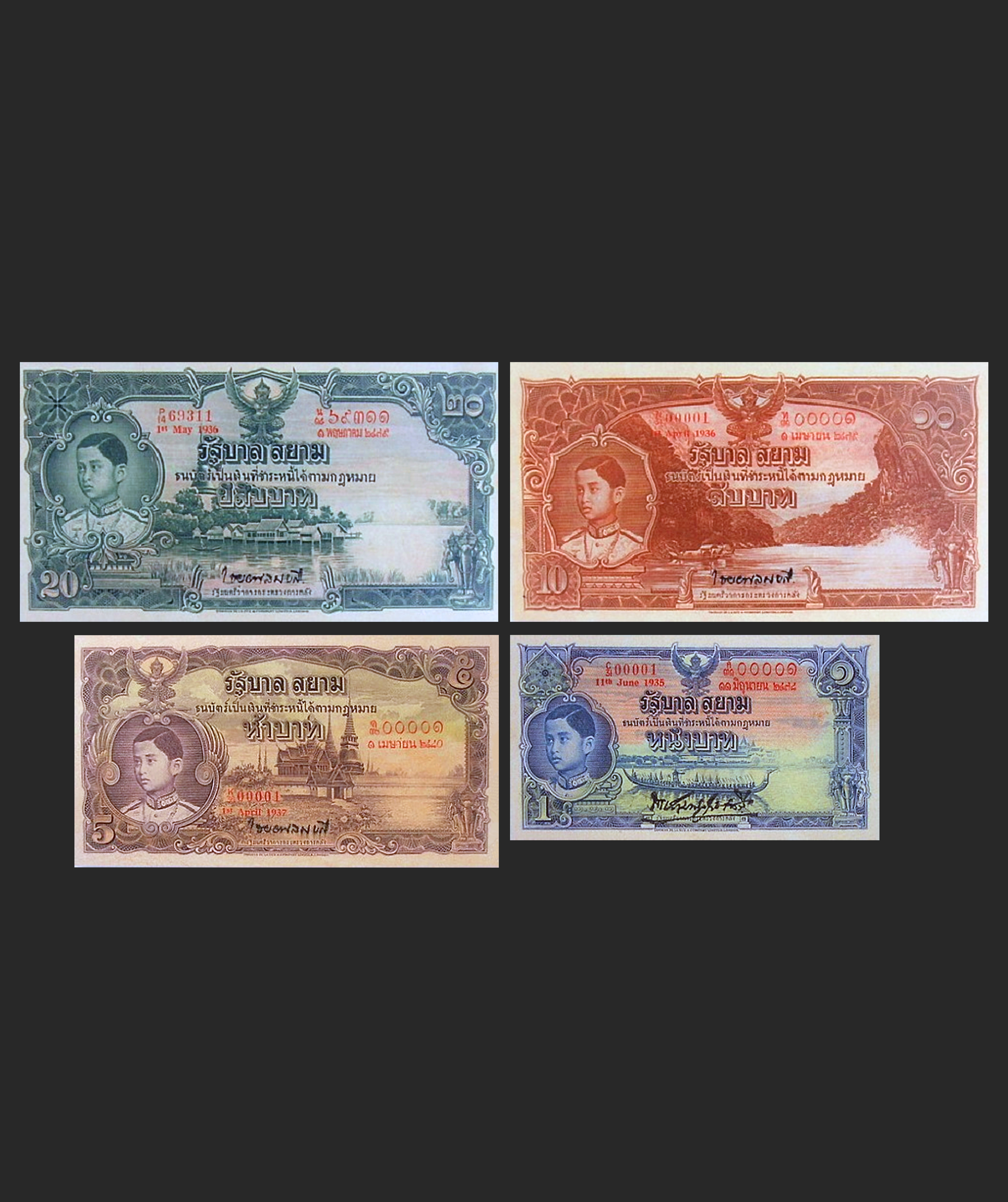
Sê ri 3 Loại 2
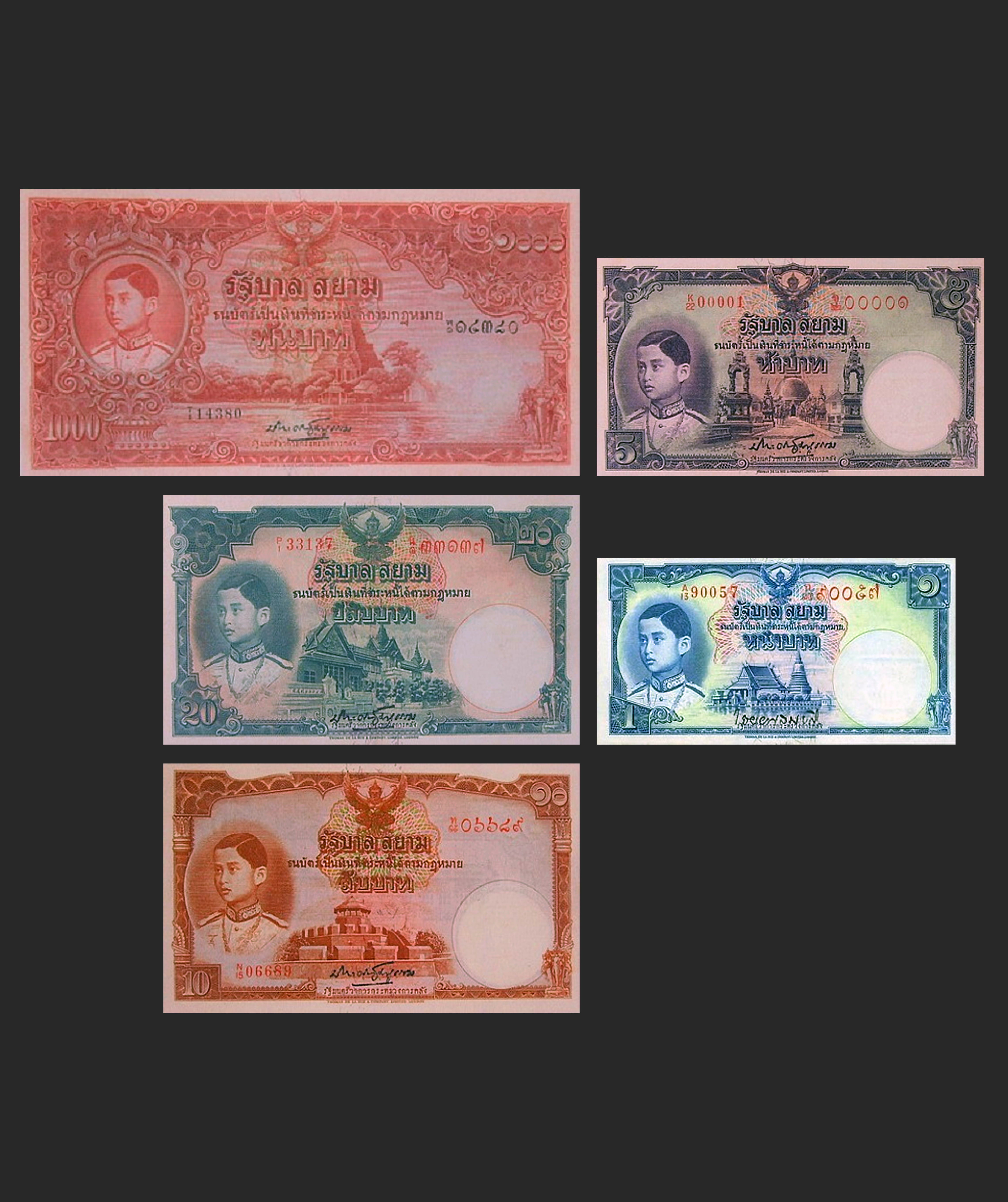
Sê ri 4 Loại 1
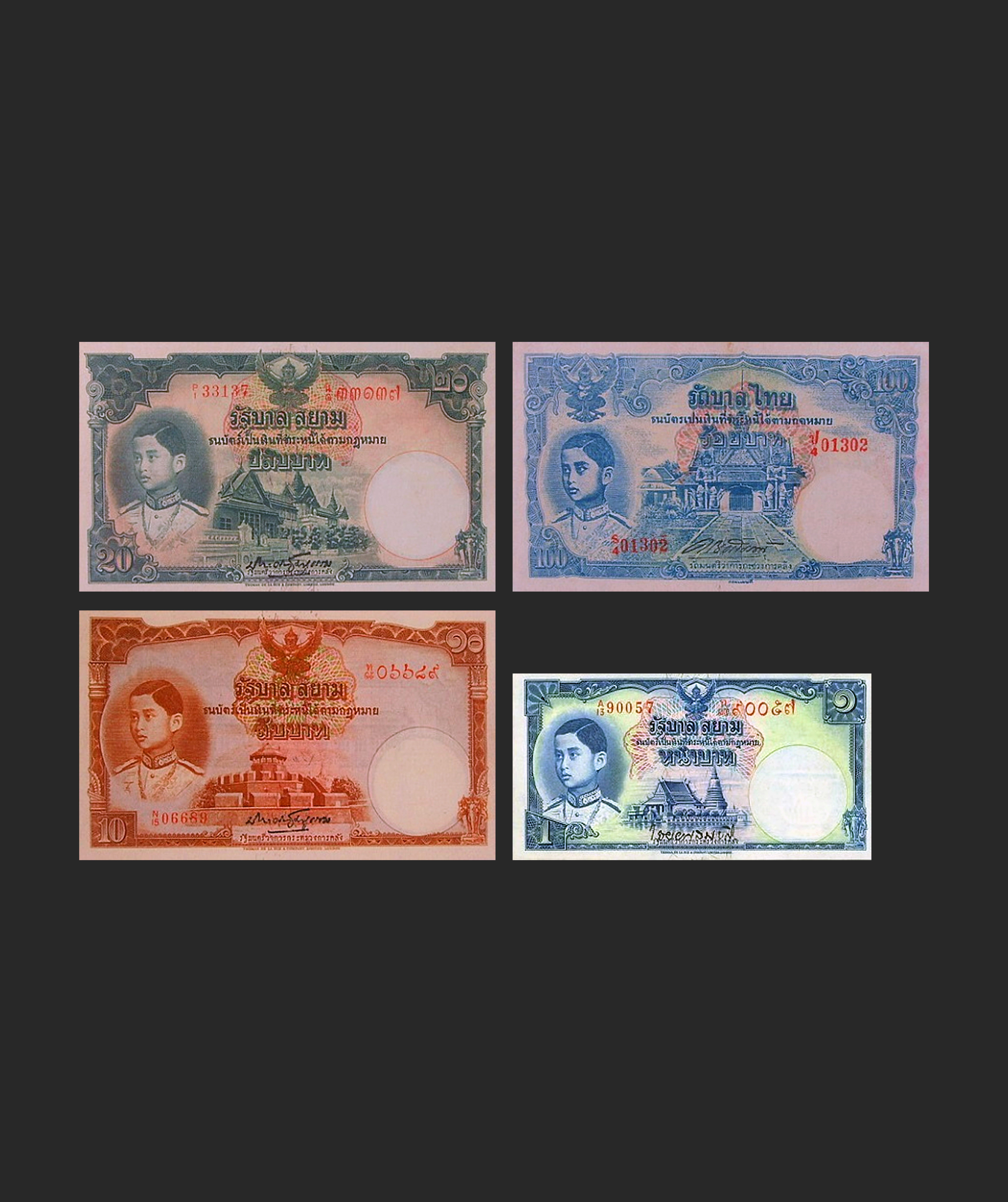
Sê ri 4 Loại 2
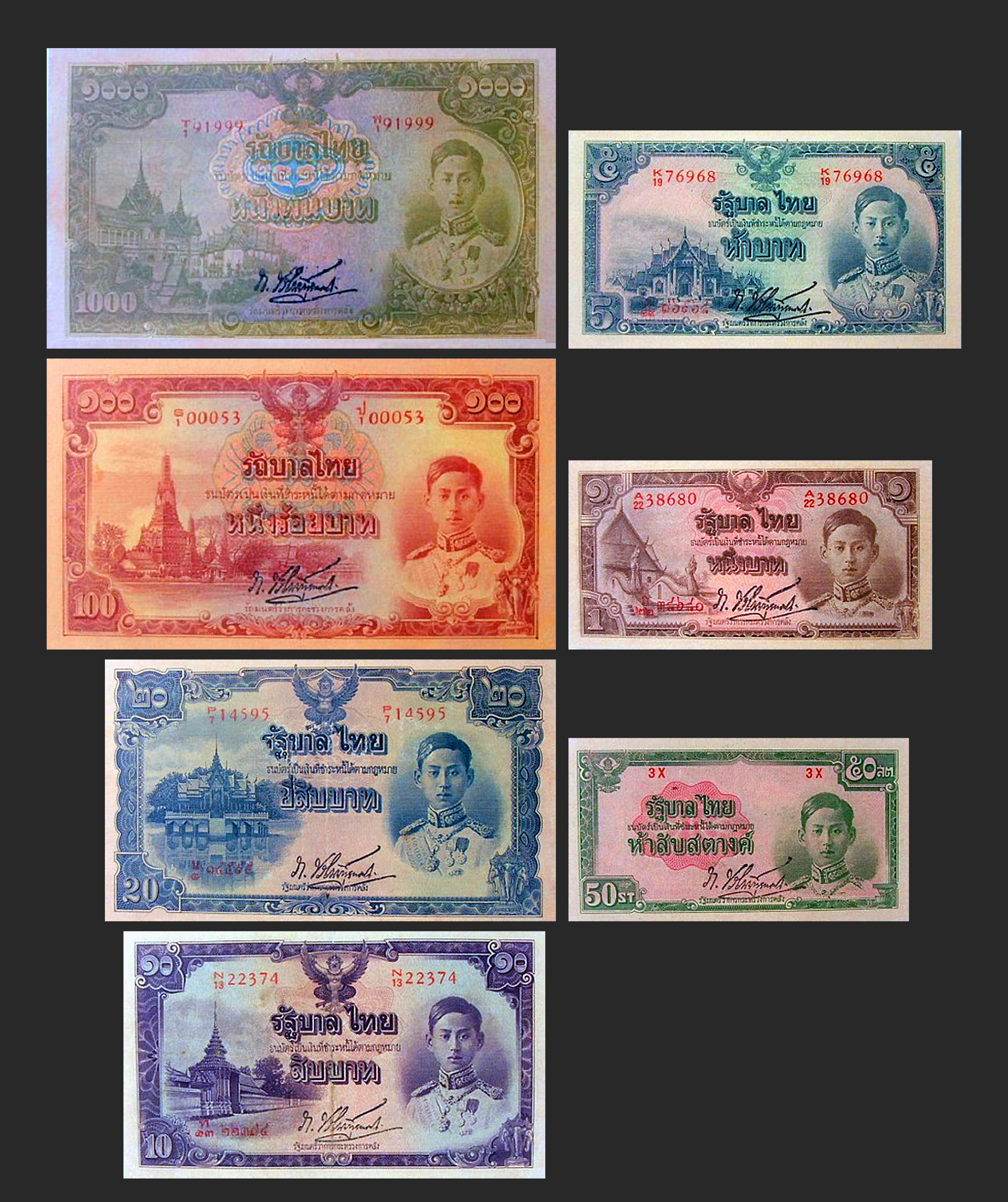
Sê ri 5
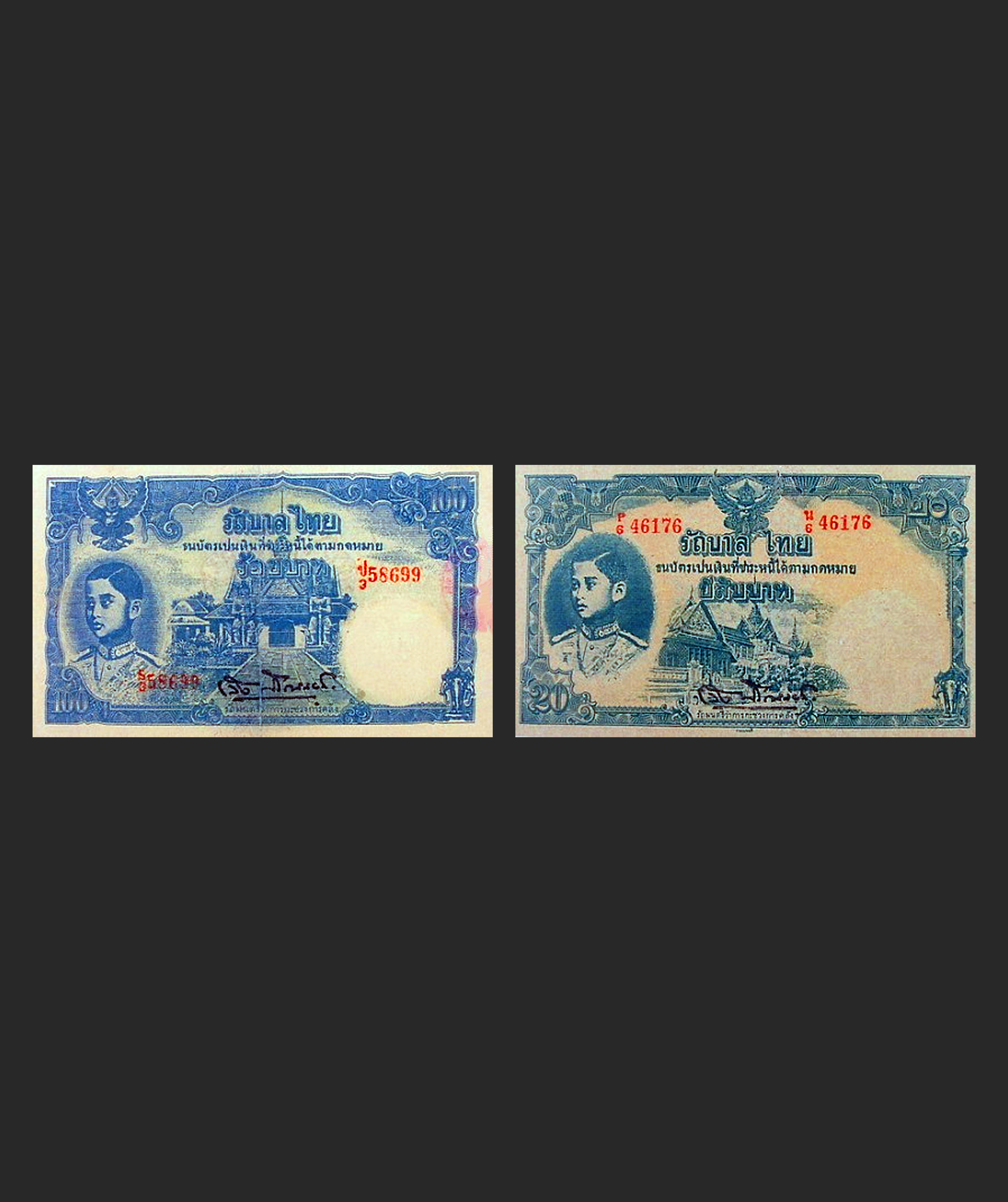
Sê ri 6
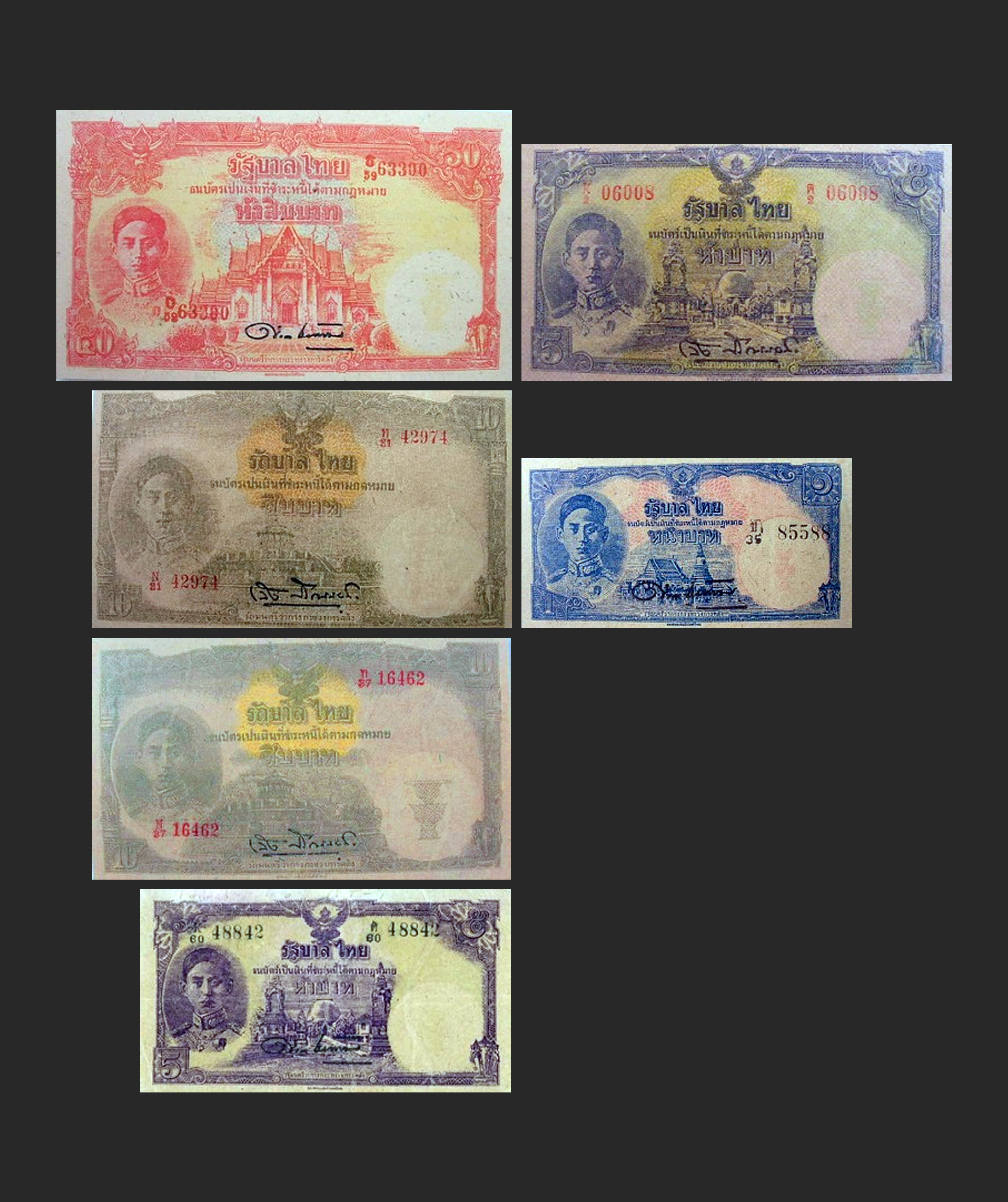
Sê ri 7
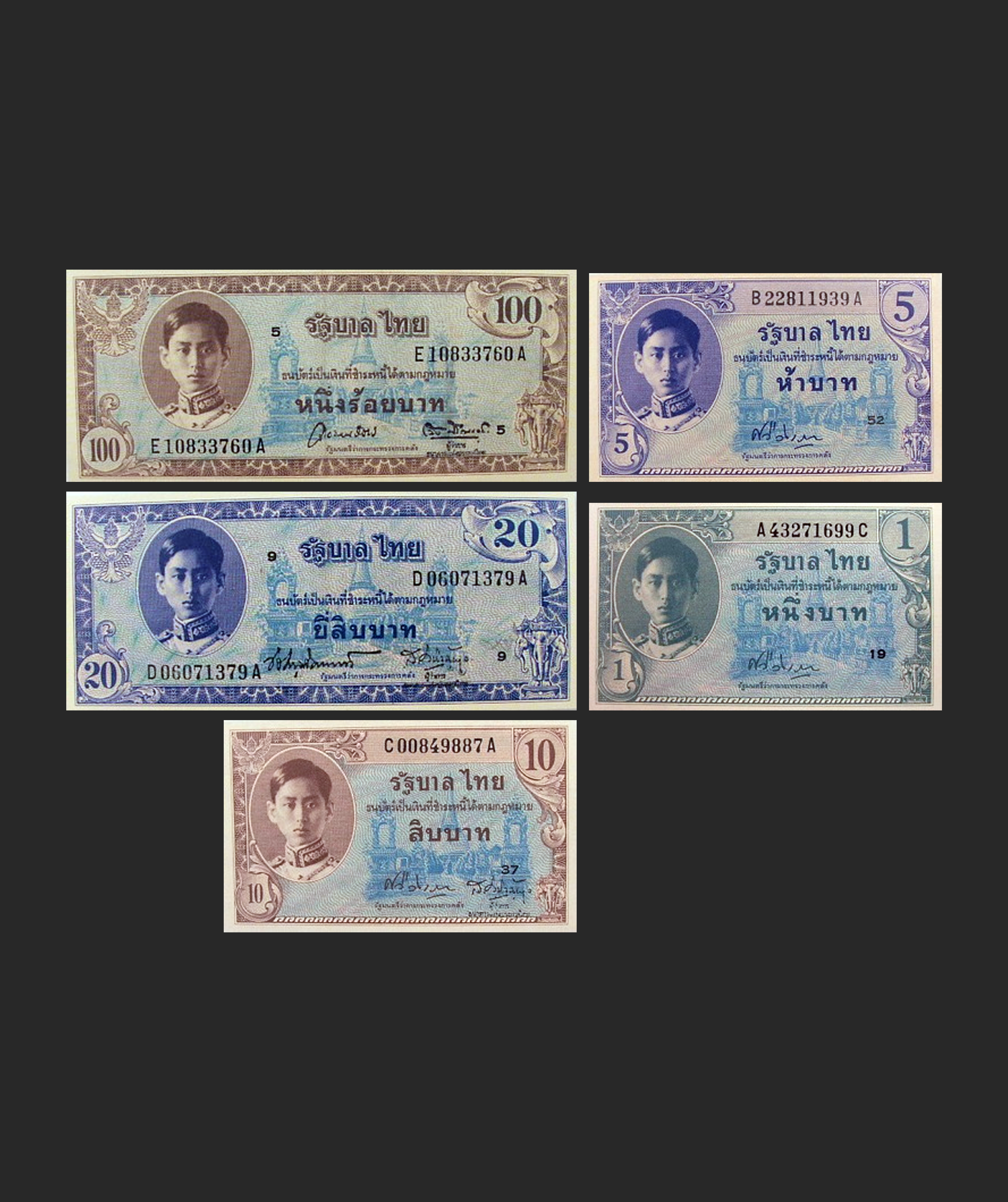
Sê ri 8

#### Sê ri 3 Loại II
Tiền giấy Sê ri 3 loại II được sản xuất bởi Thomas De La Rue & Company Limited. Đây là sê ri đầu tiên có hình chân dung Vua Rama 8, thay thế cho chân dung Vua Rama 7 trên tờ tiền loại I.
| 1 baht  | 135 × 75 mm | Xanh lá        | Vua Ananda và huy hiệu hoàng gia Suphannahongse | Chùa Phra Samut Chedi | 1935-1937 |
| 5 baht  | 155 × 85 mm | Xanh lá và xám | Vua Ananda và Chùa Phật Ngọc                    | Chùa Phra Samut Chedi | 1935-1937 |
| 10 baht | 175 × 95 mm | Nâu            | Vua Ananda và một cảnh sông the Mae Ping        | Chùa Phra Samut Chedi | 1935-1937 |
| 20 baht | 175 × 95 mm | Xanh lá        | Vua Ananda và một cảnh bờ sông                  | Chùa Phra Samut Chedi | 1935-1937 |

#### Sê ri 4 Loại I
Tiền giấy Sê ri 4 Loại I được sản xuất bởi Thomas De La Rue & Company Limited. 
| 1 baht    | 125 × 65 mm  | Xanh lá        | Vua Ananda và Phra Samut Chedi      | Đại cung Ananta Samakhom | 1937-1942 |
| 5 baht    | 135 × 76 mm  | Xanh lá và xám | Vua Ananda và Phra Pathom Chedi     | Đại cung Ananta Samakhom | 1937-1942 |
| 10 baht   | 145 × 87 mm  | Nâu            | Vua Ananda và pháo đài Mahakarn     | Đại cung Ananta Samakhom | 1937-1942 |
| 20 baht   | 145 × 87 mm  | Xanh lá        | Vua Ananda và Bảo Tháp Núi Vàng     | Đại cung Ananta Samakhom | 1937-1942 |
| 1000 baht | 195 × 100 mm | Đỏ             | Vua Ananda và Dusidabhirom Pavilion | Đại cung Ananta Samakhom | 1937-1942 |

#### Sê ri 4 Loại II
Tiền giấy Sê ri 4 loại II được sản xuất bởi Cục Khảo sát Hoàng gia Thái Lan và Cục Thủy văn Hải quân. Trong Thế chiến 2, Thái Lan liên minh với Đế quốc Nhật Bản. Điều đó có nghĩa là chính phủ Thái Lan không thể đặt tiền giấy từ Thomas De La Rue & Company Limited. 
| 1 baht   | 125 × 65 mm | Xanh lá    | Vua Ananda và Phra Samut Chedi  | Đại cung Ananta Samakhom | 1942 |
| 10 baht  | 146 × 86 mm | Nâu        | Vua Ananda và pháo đài Mahakarn | Đại cung Ananta Samakhom | 1942 |
| 20 baht  | 146 × 86 mm | Xanh lá    | Vua Ananda và Hoàng cung        | Đại cung Ananta Samakhom | 1942 |
| 100 baht | 125 × 65 mm | Xanh dương | Vua Ananda và Wat Arun          | Đại cung Ananta Samakhom | 1942 |

#### Sê ri 5
Tiền giấy Sê ri 5 được sản xuất bởi Notes Printing Works of Japan.
| 50 satang | 117 × 63 mm  | Xanh lá | Vua Ananda                                    | Hoàng cung | 1942-1945 |
| 1 baht    | 125 × 65 mm  | Xám     | Vua Ananda và Chùa Pumin                      | Hoàng cung | 1942-1945 |
| 5 baht    | 135 × 75 mm  | Xanh lá | Vua Ananda và Wat Benchamabophit Dusitwanaram | Hoàng cung | 1942-1945 |
| 10 baht   | 145 × 85 mm  | Xanh lá | Vua Ananda và Wat Pho                         | Hoàng cung | 1942-1945 |
| 20 baht   | 155 × 90 mm  | Xanh lá | Vua Ananda và Aisawan Tipaya-ast Pavilion     | Hoàng cung | 1942-1945 |
| 100 baht  | 175 × 100 mm | Đỏ      | Vua Ananda và Wat Arun                        | Hoàng cung | 1942-1945 |
| 1000 baht | 175 × 100 mm | Xanh lá | Vua Ananda và Hoàng cung                      | Hoàng cung | 1942-1945 |

#### Sê ri 6
Tiền giấy Sê ri 6 được sản xuất bởi Cục Khảo sát Hoàng gia Thái Lan.
| 20 baht  | 147 × 87 mm | Xanh lá | Vua Ananda và Dusidapirom Pavilion | Đại cung Ananta Samakhom | 1945 |
| 100 baht | 147 × 87 mm | Xanh lá | Vua Ananda và Wat Arun             | Đại cung Ananta Samakhom | 1945 |

#### Sê ri 7
Tiền giấy Sê ri 7 dựa vào việc in ấn tư nhân dưới sự giám sát của Ngân hàng Thái Lan. Theo Ngân hàng Thái Lan, chất lượng của sê ri này hầu như không đạt yêu cầu.
| 1 baht  | 104 × 54 mm | Xanh    | Vua Ananda và Phra Samut Chedi                | Đại cung Ananta Samakhom | 1945 |
| 5 baht  | 135 × 76 mm | Tím     | Vua Ananda và Phra Patom Chedi                | Đại cung Ananta Samakhom | 1945 |
| 10 baht | 135 × 76 mm | Xanh lá | Vua Ananda và pháo đài Mahakarn               | Đại cung Ananta Samakhom | 1945 |
| 50 baht | 104 × 54 mm | Đỏ      | Vua Ananda và Wat Benchamabophit Dusitwanaram | Đại cung Ananta Samakhom | 1945 |

#### Tiền giấy Sê ri đặc biệt
Tiền giấy Sê ri đặc biệt được phát hành trong Thế chiến 2, mỗi loại tại thời điểm khác nhau.
| 50 satang (overprint)     | 145 × 85 mm | Xám         | Vua Ananda và Wat Pho                | Hoàng cung               | 1946 |
| 50 satang (Kong Tek Note) | 125 × 65 mm | Xám và vàng | không                                | Đại cung Ananta Samakhom | 1946 |
| 1 baht (Kong Tek Note)    | 117 × 63 mm | Xám và đỏ   | Vua Ananda và biểu tượng 16 ngôi sao | Đại cung Ananta Samakhom | 1942 |
| 1 baht (Invasion Note)    | 114 × 73 mm | Xám         | không                                | không                    | 1946 |
| 1000 baht                 | 104 × 54 mm | Đỏ          | Vua Ananda và Phra Prang Sam Yod     | Đại cung Ananta Samakhom | 1943 |

#### Sê ri 8
| 1 baht   | 110 × 66 mm | Xanh lá           | Vua Ananda và Phra Patom Chedi | Hiến pháp Xiêm     | 1945-1948 |
| 5 baht   | 110 × 66 mm | Xanh dương        | Vua Ananda và Phra Patom Chedi | The Hiến pháp Xiêm | 1945-1948 |
| 10 baht  | 110 × 66 mm | Nâu               | Vua Ananda và Phra Patom Chedi | The Hiến pháp Xiêm | 1945-1948 |
| 20 baht  | 156 × 90 mm | Tím               | Vua Ananda và Phra Patom Chedi | The Hiến pháp Xiêm | 1945-1948 |
| 100 baht | 156 × 90 mm | Nâu và xanh dương | Vua Ananda và Phra Patom Chedi | The Hiến pháp Xiêm | 1945-1948 |